# ニューヨーク市の交通
ニューヨーク市の交通（ニューヨークしのこうつう）ではアメリカ合衆国ニューヨーク州ニューヨーク市における交通について説明する。

## 概説

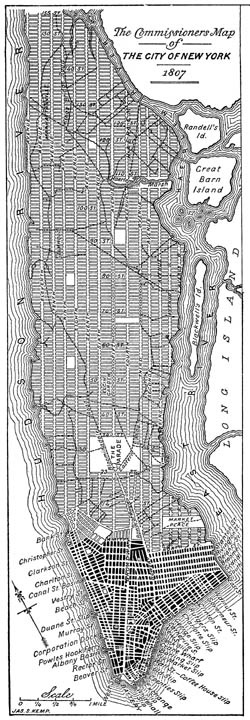
1807年のマンハッタン区におけるグリッドプラン

ニューヨーク市はアメリカ国内で最も人口の多い都市であり、世界最大の路線網を持つ地下鉄であるニューヨーク市地下鉄を筆頭にジョン・F・ケネディ国際空港やラガーディア空港、ニューアーク・リバティー国際空港（ニュージャージー州に位置）、スチュワート国際空港といった大小様々な空港群、ニューヨーク市内5つの地区に張り巡らされた広大なバス路線網、ロープウェイ、市内を多数走る黄色い車体のタクシー（イエローキャブ）など多くの交通機関が複雑に張り巡らされている。

### 歴史
ニューヨーク市における交通の歴史はオランダ植民地時代のニーウアムステルダムの港から始まった。港にはいくつかの道路が接続しており、そのうち周囲の都市との"通勤" (commuter) に使われる道路はピーター・ストイフェサントの命令により1658年までに舗装された道路もある。
第二次産業革命はニューヨークの交通機関の発展にも繋がった。1825年にエリー運河が開通するとニューヨークからヨーロッパへ向けての海運が盛んとなり、1867年から1904年にかけては高架鉄道 ('El trains') と地下鉄 ('subways') が建設され、1904年に地下鉄の初列車が運行された。実用的な自家用車が登場し始めた1930年頃からは都市に新たな変化が訪れた。特に1927年に開通したニューヨーク市マンハッタン区とニュージャージー州ジャージーシティを結ぶホランド・トンネルにより交通機関の在り方は大きく変わることになった。人々の移動手段が鉄道などの公共交通機関から自動車へと移り変わる時代となり多数の道路やトンネル、橋が建設されるようになった。特に"マスタービルダー"ロバート・モーゼスが416マイル（約669 キロメートル）のパークウェイ、その他多数の主要道路、7つの大きな橋を建設しニューヨーク市の道路網の拡大に大きく貢献した。

### 公共交通機関と自動車

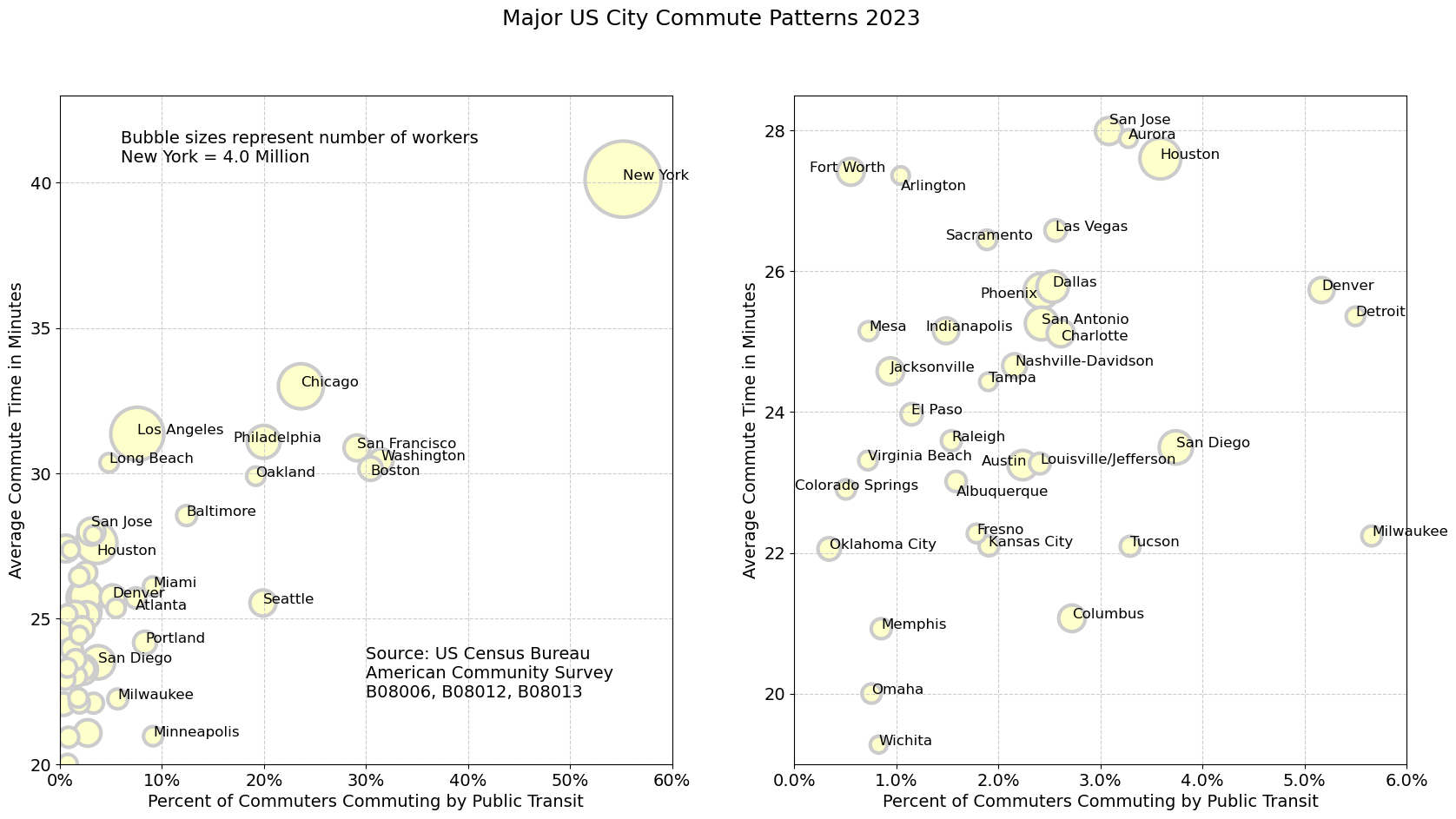
2023年のニューヨーク市で通勤に公共交通機関を利用する労働者の割合とアメリカ国内主要都市における交通機関での移動時間の平均

ニューヨーク市は他のアメリカ国内の主要都市に比べて市民1人辺りの自動車所有台数が少なく公共交通機関が重要視されている。2006年のニューヨーク市における労働者が通勤に公共交通機関を使用する割合は54.2%と非常に高くなっている。アメリカ国内にいる鉄道員の約3分の2はニューヨーク市とその周辺に住んでいるほどに公共交通機関の利用率が高くなっている。このためニューヨーク市は市内全家庭のうち半数以上が自動車を所有していない唯一の都市となっている（マンハッタン区内の自動車非所有率は更に高く75%、全国的に見ると非所有率は8%である）。

### 環境・社会問題
先述の通りニューヨーク市は公共交通機関の利用率がずばぬけて高いためエネルギー効率が非常に良い都市の1つとなっている。今日のニューヨーク市におけるガソリン消費量は1920年代の全米平均とほぼ同じ数値となっている。ニューヨーク市は公共交通機関の利用により2006年には約18億ドル分の石油を節約し、46億ドルのガソリンを節約している。この数値は全国で公共交通機関により節約された石油のうちの半分を占めている。
使用石油量の減少により、1年辺り約1,180万メトリックトンの二酸化炭素の排出を抑えることに成功している。ニューヨーク市は市民1人辺りの二酸化炭素排出量が2005年においてアメリカ国内で4番目に低い都市とされ、これを上回るのはホノルル、ロサンゼルス、ポートランドの3都市のみとなっている。

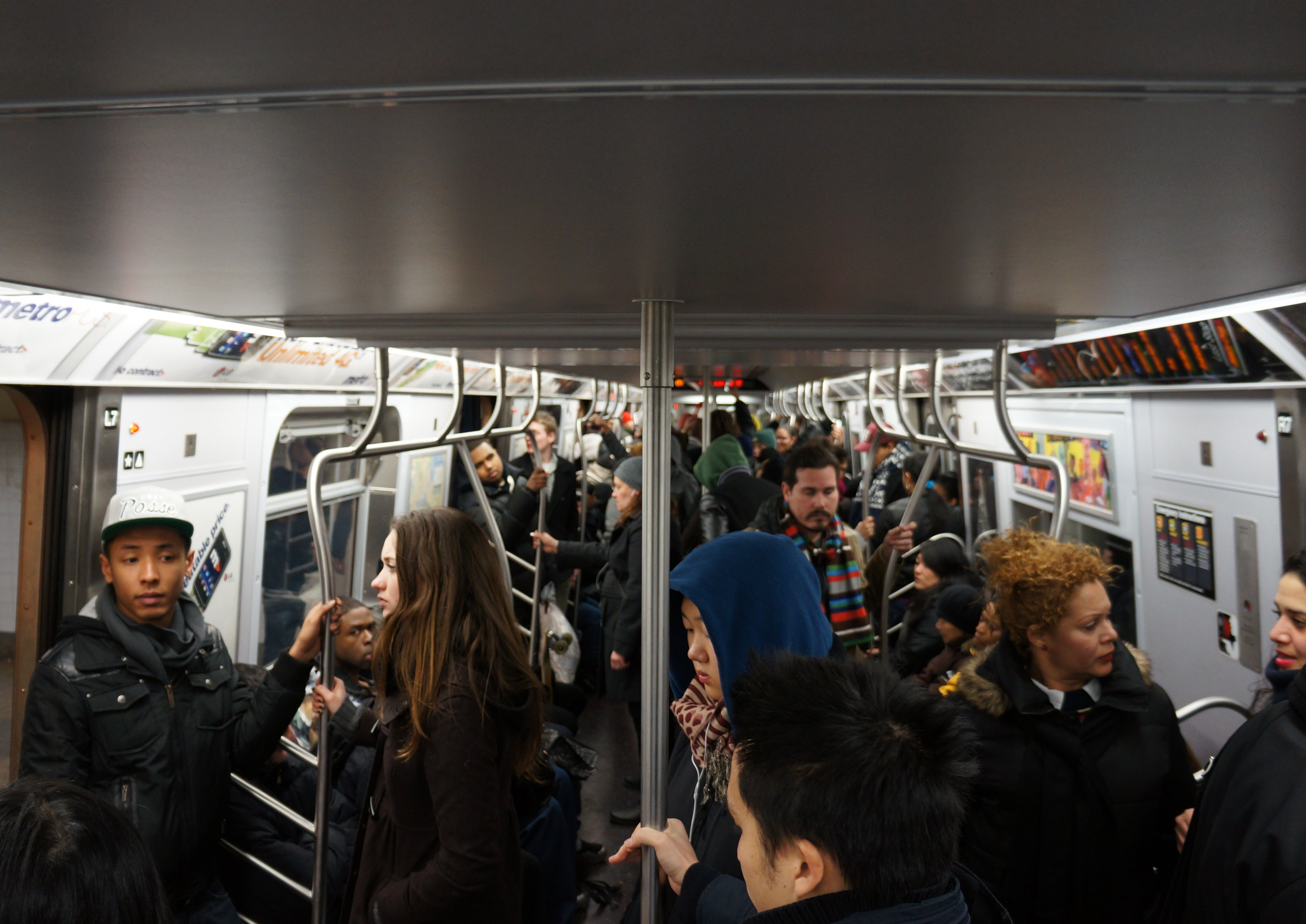
日曜午後、ニューヨーク市地下鉄F系統の列車に乗る人々

また、都市における環境がその場所に住む人々の通勤方法に差を作ることがわかった。コロンビア大学の科学者が市の5つの区域の大人13,102人から通勤方法を聴き、通勤方法と住民の居住区を調査するとニューヨークの建設環境と公衆衛生との相関関係を発見した。人口密度が高いが歩行者に優しい街作りが行われている地区に住むニューヨーカーは他の地区に住むニューヨーカーよりもボディマス指数 (BMI) が大幅に低く、同じく人口密度は高いが住居の他に商業店も位置し地下鉄駅やバス停が近い位置に住むニューヨーカーはBMIが高いことがわかった。

### 通勤利用

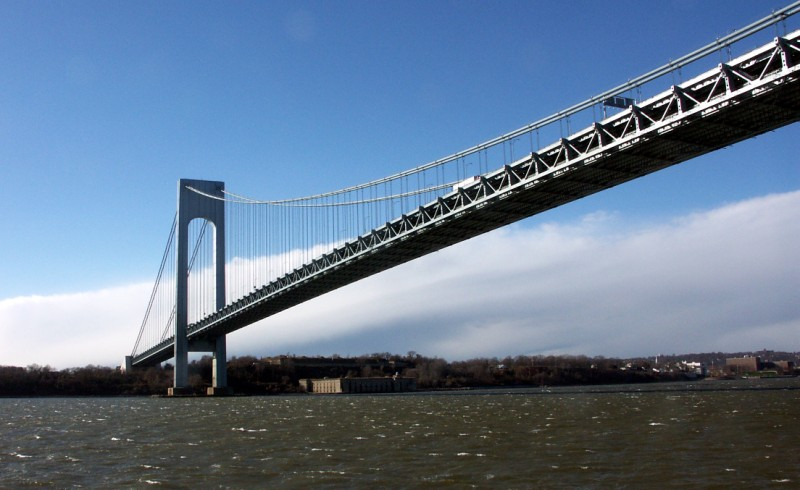
ブルックリンとスタテンアイランドを結ぶヴェラザノ＝ナローズ・ブリッジ

ニューヨーク市で働く全ての労働者のうち、地下鉄を利用するのが41%、単独で自動車利用が24%、バス利用が12％、徒歩が10％、通勤電車が2％、相乗りで自動車利用が5％、タクシー利用が1%、自転車利用が0.6％、フェリー利用が0.2％となっている。ニューヨーク市内の54％の世帯は自動車を所有しておらず公共交通機関に依存している。
アメリカの大都市では車文化が一般的であるがニューヨーク市は公共交通機関が車に取って代わっている。特に地下鉄は選挙に出る政治家が地元の有権者と会う場所として重宝されているほか、路上ミュージシャンにとっても地下鉄施設内は多くの人が行き交うため魅力的な演奏場所となっている。毎週のようにクラシックやケイジャン、ブルーグラス、ジャズなど多数のジャンルに渡る音楽を100名以上の奏者達が、ニューヨーク・ミュージック・アンダーソン・プログラムの下でニューヨークシティ・トランジット・オーソリティが認可した150以上の公演を地下鉄施設内の数十の場所で行っている。
ニューヨーク市には370万人の労働者が雇用されており、そのうち56%はマンハッタン区で雇用されている。マンハッタン区で働いている人のうち30％がマンハッタンから、17％がクイーンズから、16％がブルックリンから、8％がブロンクスから、2.5％がスタテンアイランドから出勤している。また、ロングアイランドのナッソー郡からは4.5％、サフォーク郡からは2％、ウエストチェスター郡からは4％が通勤している。ニューヨーク州外からはニュージャージー州のバーゲン郡とハドソン郡から5％、コネチカット州フェアフィールド郡からごく僅かな人数が通勤している。逆にニューヨーク市内から市外への出勤はナッソー郡に3％、ウエストチェスター郡に1.5％、ハドソン郡に0.7％、バーゲン郡に0.6％、サフォーク郡に0.5％が通勤している。
ニューヨーカーは公共交通機関を利用して通勤時間帯に平均1時間27分を過ごす。また、このうち31％は毎日2時間以上乗車している。公共交通機関の停留所や駅での平均待ち時間は15分であるが、乗客の23％は平均20分待っている。公共交通機関に乗る人が1度の通勤で乗車する平均距離は9.5キロメートル（5.9マイル）である。

### 乗客数

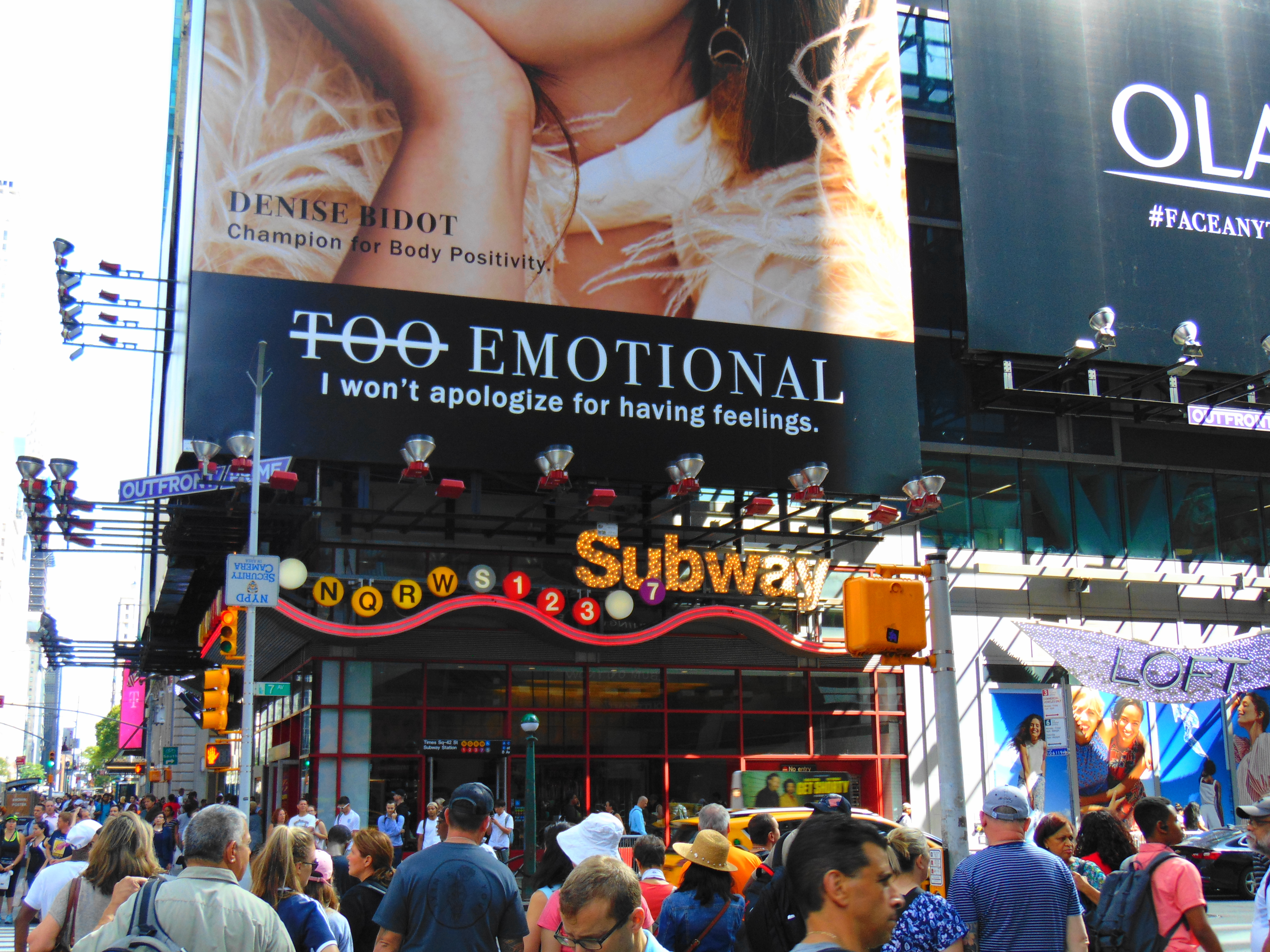
7番街に面したタイムズ・スクエア-42丁目/ポート・オーソリティ・バスターミナル駅入口

ニューヨーク市内の公共交通機関の大部分はメトロポリタン・トランスポーテーション・オーソリティ（以下MTA）が運営している。MTAは2006年8月に国勢調査データを使用し近年のバス、地下鉄、通勤電車の利用率の上昇が人口増加率よりも高くなったことを報告した。ニューヨーク市内いくつかの地区では輸送力不足や公共交通機関の未整備など問題点もあるが、このような数値が出るということは多くのニューヨーカーが多少の不便は承知の上で自動車ではなく公共交通機関を積極的に利用していることを表している。MTAはニューヨーカーが公共交通機関を積極的に利用している理由について、1993年のメトロカードの導入および2000年以降の2,800台以上の老朽化した車両の置き換えに起因していると考えている。
1995年から2005年にかけて、市内のバスと地下鉄の乗客数は36%増加し7％の人口増加率を上回った。郊外では、メトロノース鉄道とロングアイランド鉄道の乗客数が14％増加し郊外の人口増加率の6％を上回った。また、2008年には燃料価格の高騰と観光客・住民の増加により、バスと地下鉄の乗車人数は2007年に比べて年間3.1％増の約23.7億人に達した。これは1965年以来最高の乗客数となっている。
また、2013年には、ニューヨーク市の地下鉄の乗客は17億人で、1946年以来最高の乗客数となっている。しかも、ハリケーン・サンディの影響により一部路線の閉鎖が行われていたのにもかかわらずである。なお、同年の市内バスの乗客数は8億300万人であった。

### 地下鉄文化

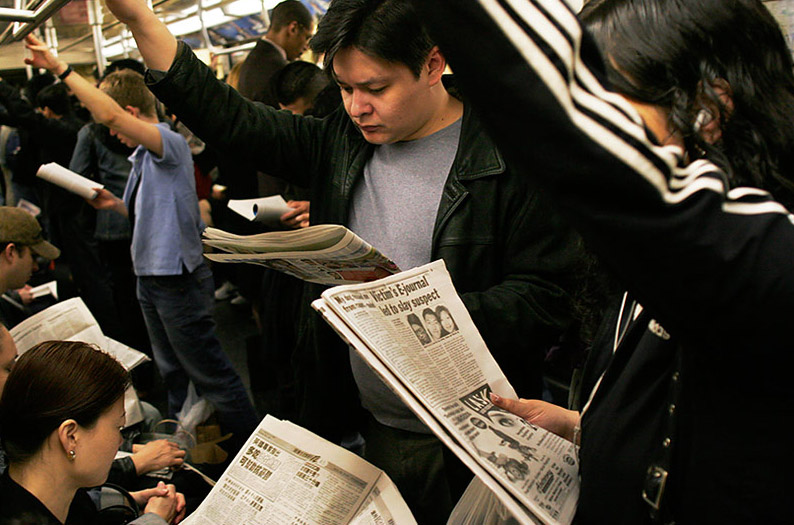
ニューヨーク市地下鉄に乗車する人々。多くの人の手には新聞が握られている、2005年撮影

毎日500万人を超える人々が地下鉄に乗り、大きな駅では多数の乗客が行き交うため駅には商業施設が入っていたり、路上ミュージシャンなどの娯楽活動、政治家による政治活動の舞台としても使われている。スタテンアイランドを除いた多くの都市の人々は24時間運行している地下鉄を主な交通手段としている。また、地下鉄は小さな町から選挙に出る政治家の貴重な政治活動の場として重宝されているほか、先述の通り多くのミュージシャンが施設内の多くの場所で色々なジャンルの音楽を演奏している。ミュージシャンには楽譜を持ち演奏する者や即興演奏を行う者、演奏の見返りで寄付を求める者まで多くのミュージシャンが居る。しかし、バスカーズと呼ばれるニューヨーク市交通局から演奏の認可を受けていない不正な奏者も多く居る。
また、ミュージシャンや政治家の他にもう1つ地下鉄に恩恵を受けている会社がある。それは地元の新聞業界である。ニューヨークで刊行されている日刊紙各紙の読者の大部分は通勤中に列車内で読んでいる人々が占めている。現に2005年12月に3日間行われた地下鉄ストライキの期間中は新聞の購入数が大幅に下がっており、市民の通勤と新聞は深く結び付いていることが強調される事となった。
また、地下鉄はミス・コンテストやゲリラシアターの舞台としても使われている。ミスコンはMTAが主催しておりコンテスト名を"ミス・サブウェイ・コンテスト" (Miss Subways contest) と言い、1941年から1976年にかけて行われたほか、2004年にもコンテスト名を"ミス・サブウェイ" (Ms. Subways) と改め開催された。
一部の地下鉄駅および通勤電車の駅にはアートワークが設置されている。それらは壁に直接描かれた物や天井に設置された物、ステンドグラスなど様々な物である。

## 交通機関

### 鉄道

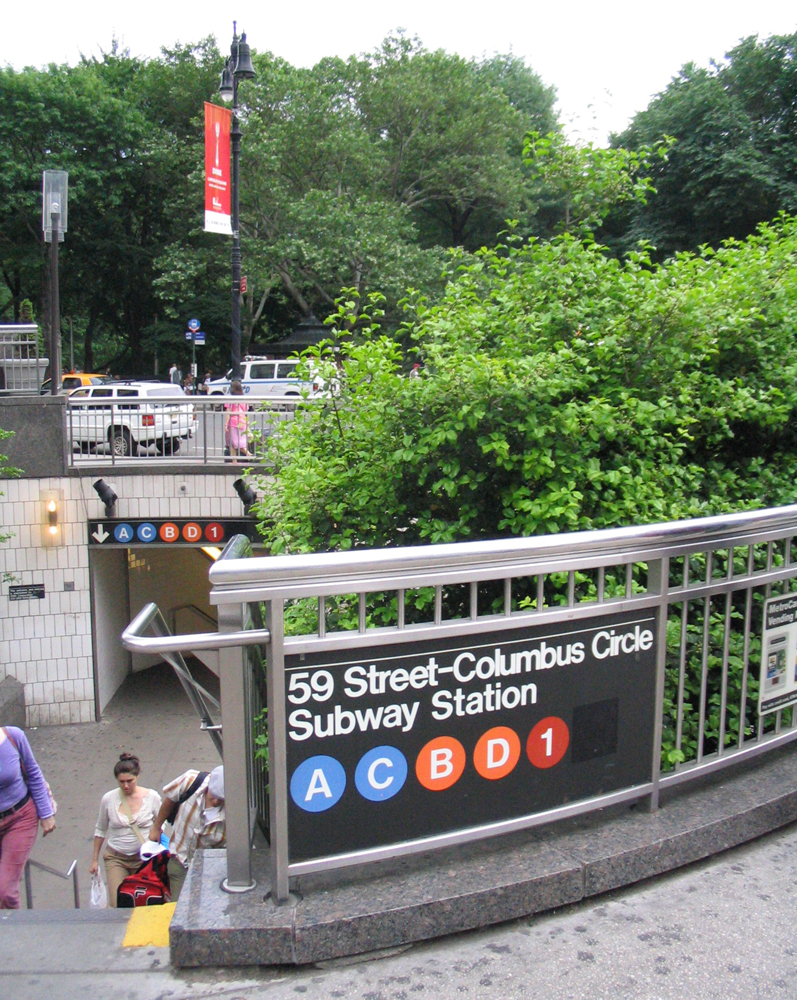
59丁目-コロンバス・サークル駅の入口

ニューヨーク市における主な交通機関は鉄道である。マンハッタンの中心業務地区へ向かう買い物客のうち自動車を利用する人は僅か6%となっている。市内の地下鉄とバス全線と3つの通勤鉄道網のうちの2つを運営しているMTAはニューヨーク最大の公益法人となっている。1995年から2005年にかけて交通機関の利用者は36%増加、年間輸送人員は22億人で人口増加率をはるかに上回っている。2006年9月の平日の平均地下鉄利用者数は576万人であり、平日の平均地下鉄・バス利用者数は761万人であった。

#### 高速輸送鉄道

##### MTA

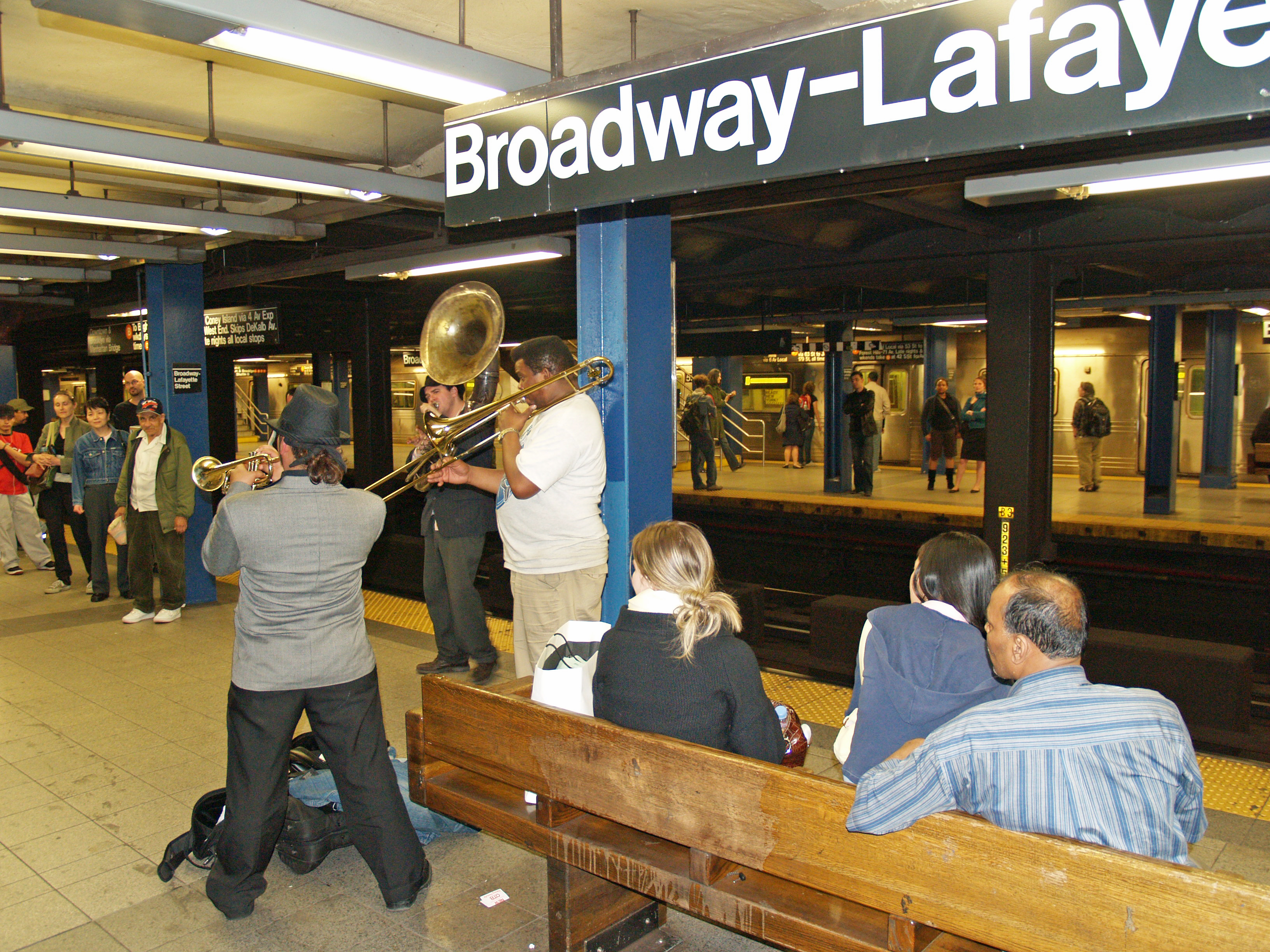
ニューヨーク市地下鉄IND6番街線ブロードウェイ-ラファイエット・ストリート駅。ミュージシャンが演奏している

ニューヨーク市の地下鉄は総駅数424駅という世界最大の地下鉄網で、年間旅客数（2015年17億6000万人）では7番目となる。この地下鉄はアメリカ国内ではボストンの地下鉄の次に作られた2番目に古い地下鉄である。 2002年には毎日480万人の乗客が地下鉄を利用している。2013年には、地下鉄が17億両以上の車両を納入し、平日は約550万両、土曜日は約320万両、日曜日には約260万両が平均で運行されている。特にガソリン価格の上昇と地下鉄のエネルギー効率の良さのため、ここ数年乗客数は一貫して増加している。ニューヨーク市内の鉄道は市民の大きな足となっており、ニューヨーク市地下鉄とパストレインは24時間運転している。市内を走るニューヨーク市地下鉄の25個の系統はスタテンアイランド鉄道線を除く全ての地下鉄路線を24時間運行している。
地下鉄の乗客は運賃をメトロカードで支払っている。メトロカードは地下鉄のほか、その他の市内の高速輸送システムやバス、ルーズベルト・アイランド・トラムウェイでも使用することができる。メトロカードは過去に使用されていたトークンの代わりとして開発され、トークンはメトロカードの導入と共に廃止された。

##### PATH

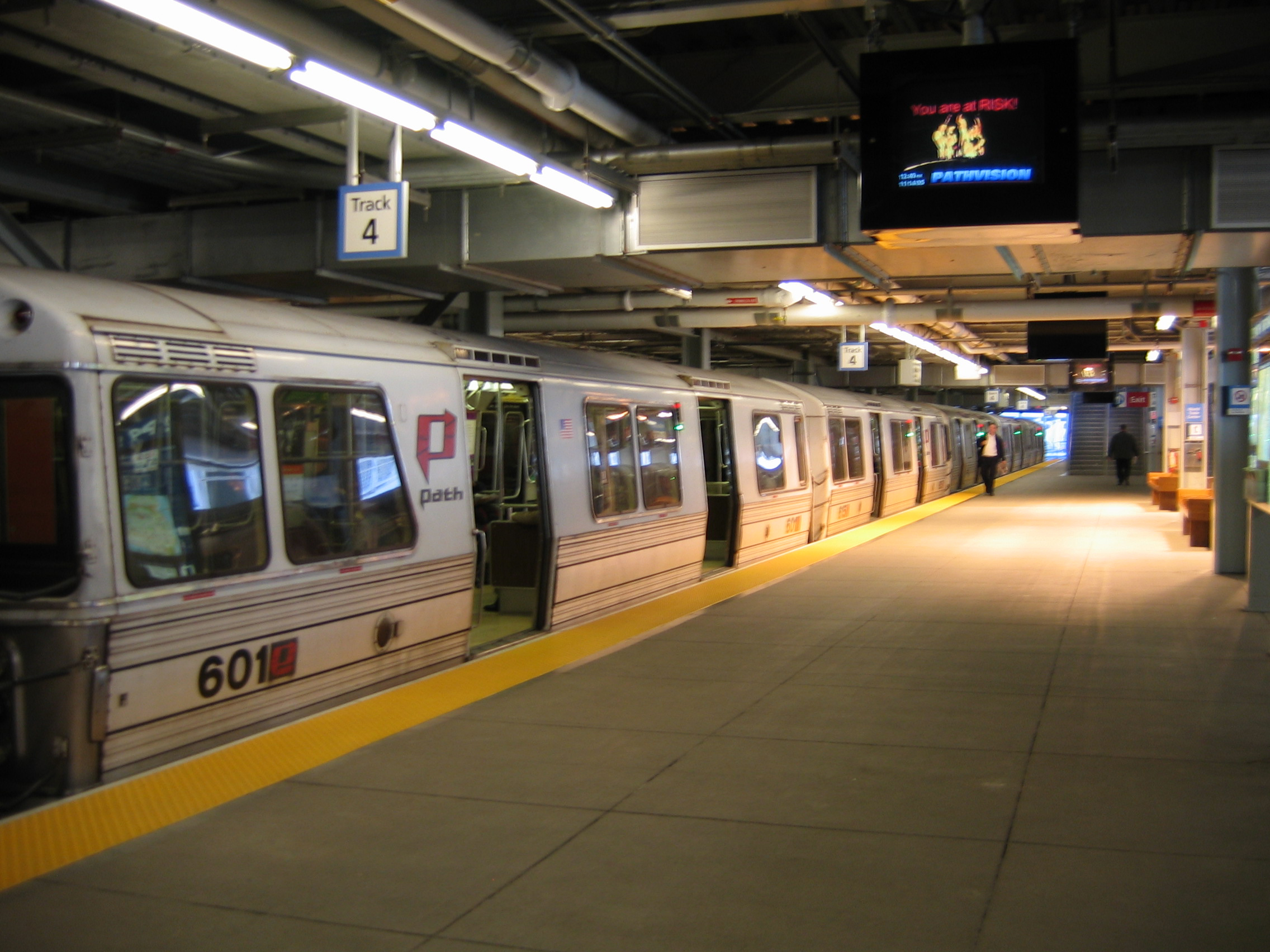
パストレインのワールド・トレード・センター駅

港湾公団ハドソン川横断公社、略称PATH、通称パストレインはマンハッタンとニュージャージー州のジャージーシティ、ホーボーケン、ハリソン、ニューアークを結ぶ4路線を運行している高速輸送鉄道である。マンハッタン - ニュージャージー間の主要な交通機関となっているPATHは平日に4路線合計で24万人の乗客を輸送している。
一部の駅はニューヨーク市地下鉄やハドソン・ベルゲン・ライトレールの駅と隣接しているが、双方を行き来する無料の連絡通路は無く乗り換える場合は必ず改札を出て再度入り直す必要がある。また、ニューヨーク市地下鉄と同様に24時間運転となっている。PATHは元々1908年に私有企業であるハドソン・アンド・マンハッタン鉄道として開業し、1962年以降はニューヨーク・ニュージャージー港湾公社によって運営されている。

#### 空港連絡鉄道

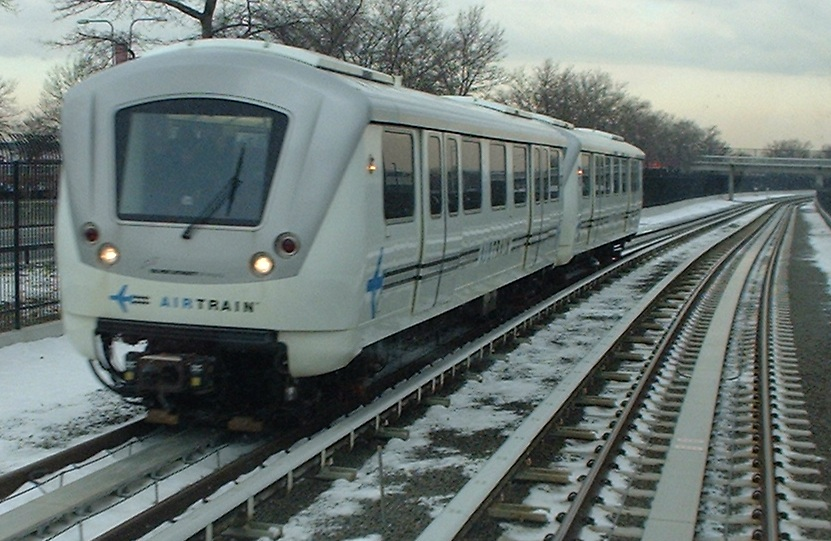
ジョン・F・ケネディ国際空港へ向かうエアトレイン

ジョン・F・ケネディ国際空港とニューアーク・リバティー国際空港へは空港連絡鉄道が運行されている。ジョン・F・ケネディ国際空港の空港連絡鉄道はエアトレインJFKと呼ばれている。これは同空港とニューヨーク市地下鉄およびクイーンズの通勤電車網を結ぶ総延長8.1マイル（13キロメートル）の新交通システム路線で、空港ターミナル間の無料輸送機関も兼ねている。このため空港内から乗り空港内で降りる場合は運賃はいらず、空港外から乗る（へ行く）場合は8.5ドルの運賃が必要となる。2006年には約400万人がこの鉄道を利用しており、2005年に比べて約15％乗客数が増えている。ニューアーク・リバティー国際空港への連絡鉄道はエアトレイン・ニューアークと呼ばれている。こちらは同空港とアムトラックおよびニュージャージー・トランジットの北東回廊線を結ぶ総延長1.9マイル（3キロメートル）の跨座式モノレール路線である。

#### 通勤鉄道

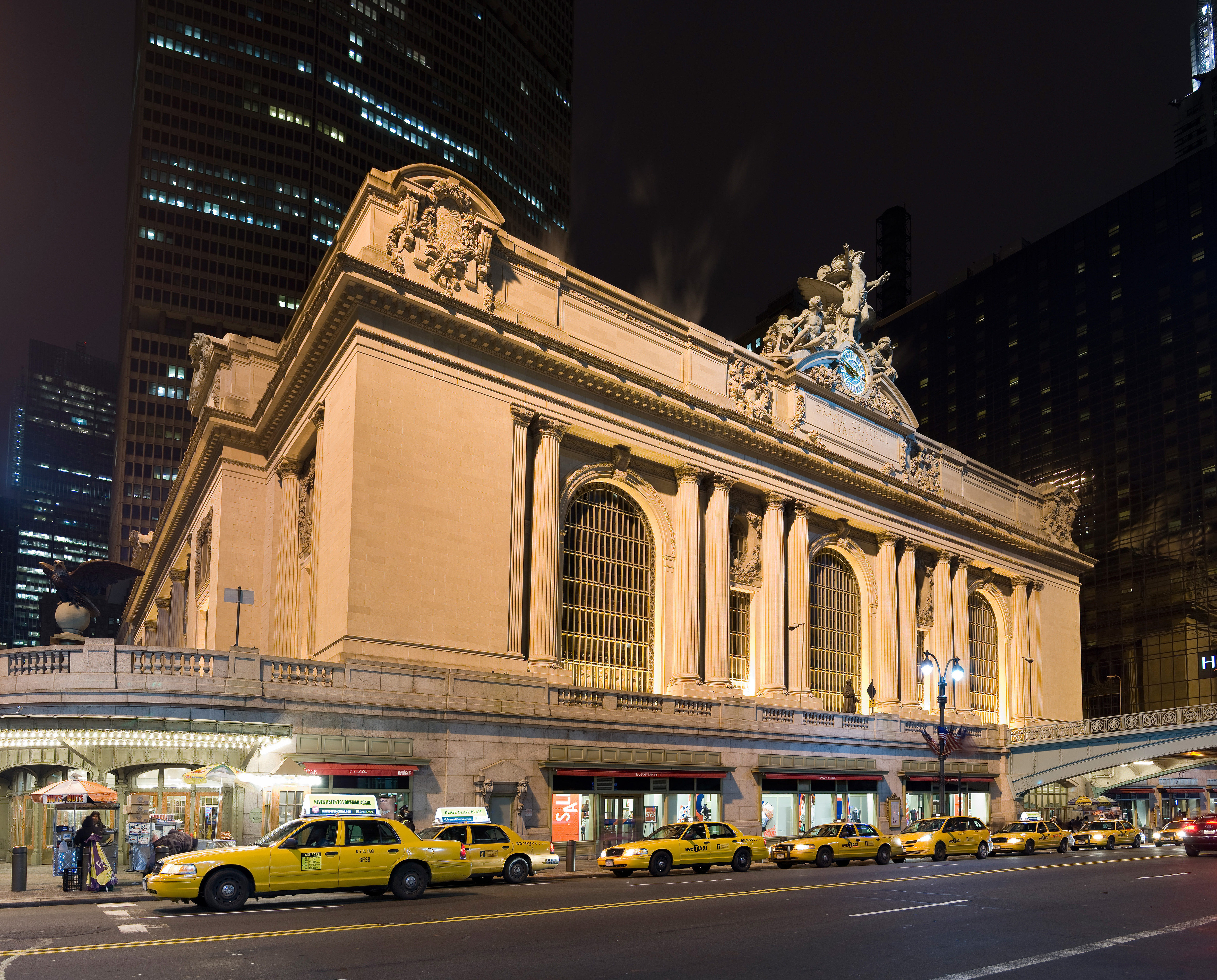
アメリカ国内で2番目に混雑する駅とされるグランド・セントラル駅

ニューヨーク市の通勤鉄道網はアメリカ国内で最も広範囲に渡っており、ニューヨーク都市圏ではおよそ250の鉄道駅と20の路線が年間1億5,000万人の通勤者を輸送している。郊外から市内へ向かう鉄道は大きく2つの会社が運営している。ロングアイランドからのロングアイランド鉄道とコネチカットとハドソン・バレーからのメトロノース鉄道をMTAが、ハドソン川西に広がる路線網をニュージャージー・トランジットが運営している。これらの鉄道はマンハッタンにあるアメリカ国内で最も混雑する駅であるペンシルベニア駅と2番目に混雑する駅であるグランド・セントラル駅をニューヨーク市側のターミナルとしている。更に、これらの路線から南東ペンシルベニア交通局（SEPTA）などに乗り換えることにより、更に遠方へ向かうことができる。

#### 都市間鉄道

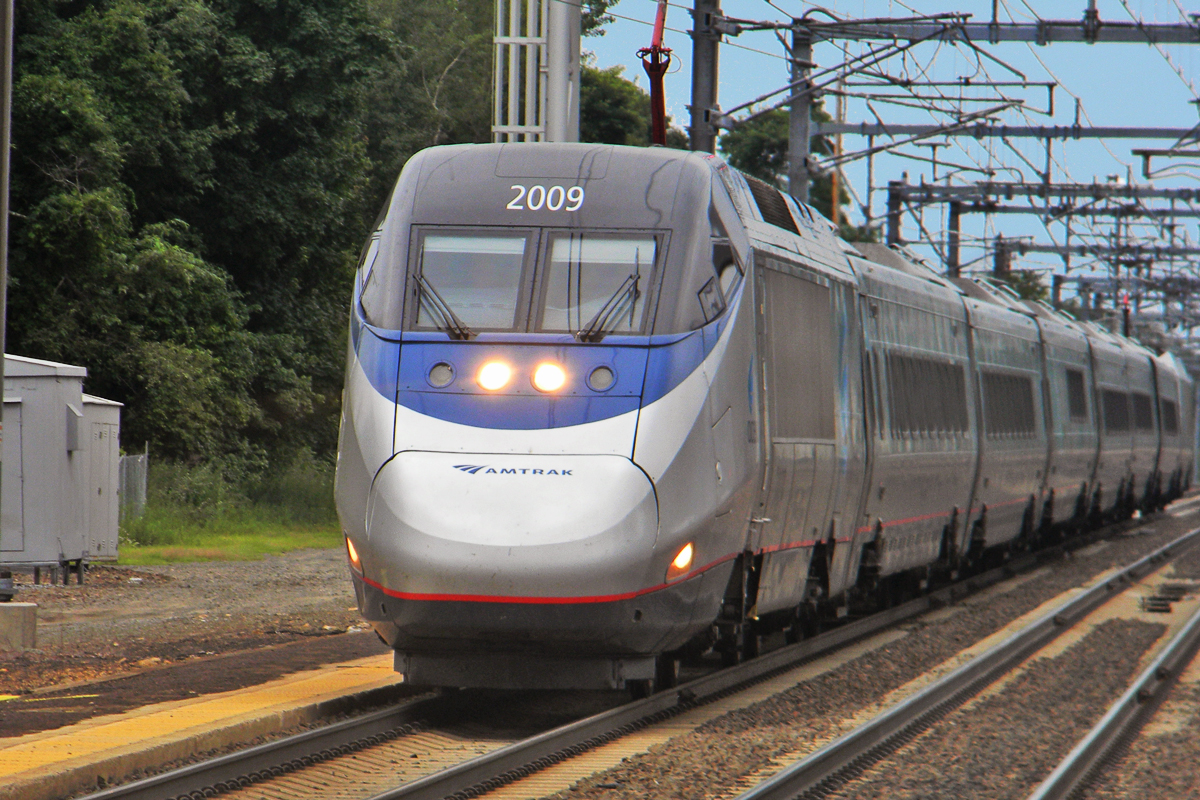
アムトラックのアセラ・エクスプレス

ニューヨーク市とロングアイランドの鉄道貨物輸送は衰退しているが、アメリカ各地からの旅客列車（通勤電車および州間連絡列車）が頻繁に運行されている。ニューヨーク市からの都市間連絡鉄道はアムトラックが担っている。ニューヨークからフィラデルフィアへの路線には毎日54本の列車が走っている。アムトラックはニューヨークから北東回廊経由で500マイル（800キロメートル）未満の各都市へ向かう場合には航空機よりも安く速く移動することができる。アムトラックはニューヨーク - ワシントンD.C.間を自動車を使わずに移動する人のうち47％が利用しており、自動車利用者も含めると約14％が利用している。アムトラックの高速列車アセラ・エクスプレスはボストンから北東回廊経由でニューヨークを通りワシントンD.C.までを約7時間で結んでいる。車両には車体傾斜装置がついておりカーブを高速で通過することが可能である。アムトラックの駅で最も乗客数が多い駅がニューヨークに位置するペンシルベニア駅で、2004年には4400万人の乗客が利用しており2番目に乗客数の多い駅であるワシントンD.C.のユニオン駅の2倍以上となっている。
夜行列車も運行されており、ニューヨーク市からシカゴ（西海岸の路線に接続） 、アトランタ、ニューオーリンズ、マイアミに向かっている。マイアミへは1日2本、シャーロットやサバンナへは1日1本が運行されている。シカゴへはアップステート・ニューヨーク - クリーブランド経由が1日1本、シンシナティ経由が週3本運行されている。そのほか、運行頻度の多い行き先としてはオールバニ、ボルチモア、ボストン、ハリスバーグ、フィラデルフィア、プロビデンス、ワシントンD.C.などがある。また、カナダのトロントやモントリオールへ向かう国際列車も運行されている。

#### バス

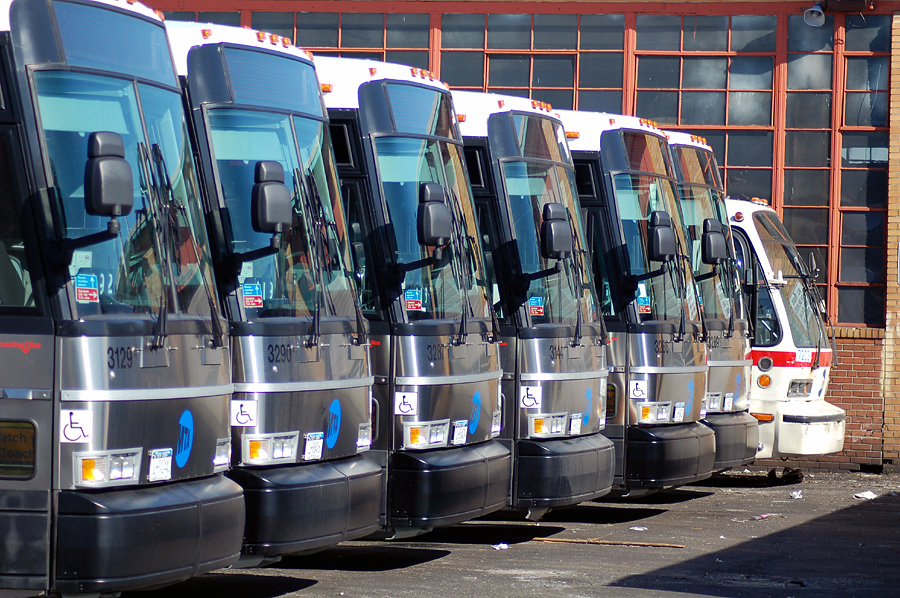
MTA用の新しいバス車両"MCI D4500"をクイーンズのラガーディアバス停車場で見る

2014年現在、MTAリージョナル・バス・オペレーションズの5,710台を超える運行中のバスは、238の各停路線、62の急行路線、7つのセレクト・バス・サービス路線で毎日250万人の乗客を輸送し、年間7億9,300万人を輸送している。MTAが所有するバスは市内の地上輸送の80％を占めている。ニューヨーク市はアメリカ国内最大規模でクリーン・ディーゼル・ハイブリッドバスと圧縮天然ガスバスを保有している。ニューヨーク市バスの各停路線には運行区を示すアルファベット（ブルックリンはB、ブロンクスはBx、マンハッタンはM、クイーンズはQ、スタテンアイランドはS）と数字を組み合わせて系統番号としている。ニューヨーク市バスの急行路線はどの地区を運行していてもアルファベットはXとなっている。また、MTAバスの路線もニューヨーク市バスの系統付番に準じているが、2地区に跨がって運行する急行路線（かつてはニューヨーク市運輸局が運行）は通常の地区アルファベットの後ろにMを付けている（BM、BxM、SIM、QM）。
ニューヨーク・ウォーターウェイというバス会社は市内とウェスト・ミッドタウン・フェリーターミナルおよび東34丁目フェリー乗り場を結ぶ路線バスを運行している。
ハンプトン・ジットニーとハンプトン・ラグジュアリー・ライナーはマンハッタンの東側から、ハンプトンズ、モントーク、ノースフォークを含むロングアイランドの東端までを運行している。また、ハンプトン・ジットニーはロウアー・マンハッタンとブルックリンとの間で臨時便を運行している。
1997年に運行を開始したチャイナタウンのいくつかのバス路線は、チャイナタウンとマンハッタンのミッドタウンを中心に都市間バスを運行している。ボートバスとメガバスという2つの格安バス会社は2008年よりニューヨーク市と他のいくつかのアメリカ国内の都市との間でバス路線を運行している。トリッパーバスとバムースバスはニューヨーク市とバージニア州アーリントン郡、ワシントンD.C.郊外、メリーランド州ベセスダとの間でバス路線を運行している。ベストバスは9番街付近の西34丁目からメリーランド州シルバースプリング、マナサス、ビエナ、バージニア州スプリングフィールドの間を毎日運行しており、夏期週末に限りデラウェア州のリホボスビーチとデューイビーチへも運行している。

#### その他
上記以外の市内の交通機関：
- ルーズベルト・アイランド・トラムウェイ：マンハッタンとルーズベルト島を結ぶ索道（ロープウェイ）。ルーズベルト島側ではレッドバスに接続可能。
- ビー-ラインバス：ブロンクスとウエストチェスター郡を結ぶバス路線。
- ナッソー・インター-カウンティ・エクスプレス：クイーンズとナッソー郡を結ぶバス路線。かつてはロングアイランドバスという名前でMTAが運行していた。
- ダウンタウン・コネクション：ダウンタウン・アライアンスが運行するロウアー・マンハッタンの無料シャトルバス。
- USヘリコプター：ダウンタウン・マンハッタン・ヘリポートと34丁目ヘリポートからジョン・F・ケネディ国際空港、ニューアーク・リバティー国際空港、シコルスキー記念空港、イースト・ハンプトン空港、モンマスティー・エククティブ空港へ向かう空路を運航している民間の定期ヘリコプター路線。
- プライベート・トランスポーテーション・オペレーツ：ブルックリン区ボロー・パークとウィリアムズバーグを結ぶB110系統を運行しているバス会社。

#### 主要交通機関のハブ
ニューヨーク市には多くの鉄道路線、バス路線が集まるターミナルがいくつかある。
主要鉄道のハブ駅：
- ペンシルベニア駅 (ニューヨーク)：アムトラック、ロングアイランド鉄道、ニュージャージー・トランジット、ニューヨーク市地下鉄
- グランド・セントラル駅：メトロノース鉄道、ニューヨーク市地下鉄
- ジャマイカ駅：ロングアイランド鉄道、ニューヨーク市地下鉄、エアトレインJFK
- アトランティック・ターミナル駅：ロングアイランド鉄道、ニューヨーク市地下鉄
- ホーボーケン駅：ニュージャージー・トランジット、メトロノース鉄道、PATH、ハドソン-バーゲンライトレール、ニューヨーク・ウォーターウェイ

主要バスのハブ停留所：
- ポート・オーソリティ・バスターミナル：アメリカ国内で最も混雑するバス停で、空港連絡バスや路線バス、長距離バス、観光バスが発着している[50][51]。
- ジョージ・ワシントン・ブリッジバス停：通勤バスや一部の都市間連絡バスが発着するバス停。通勤バスは主にニュージャージー州やニューヨーク州ロックランド郡からやってくる。
- ペンシルベニア駅：ボルトバス、メガバス、トリッパーバス、バムースバス

## フェリー

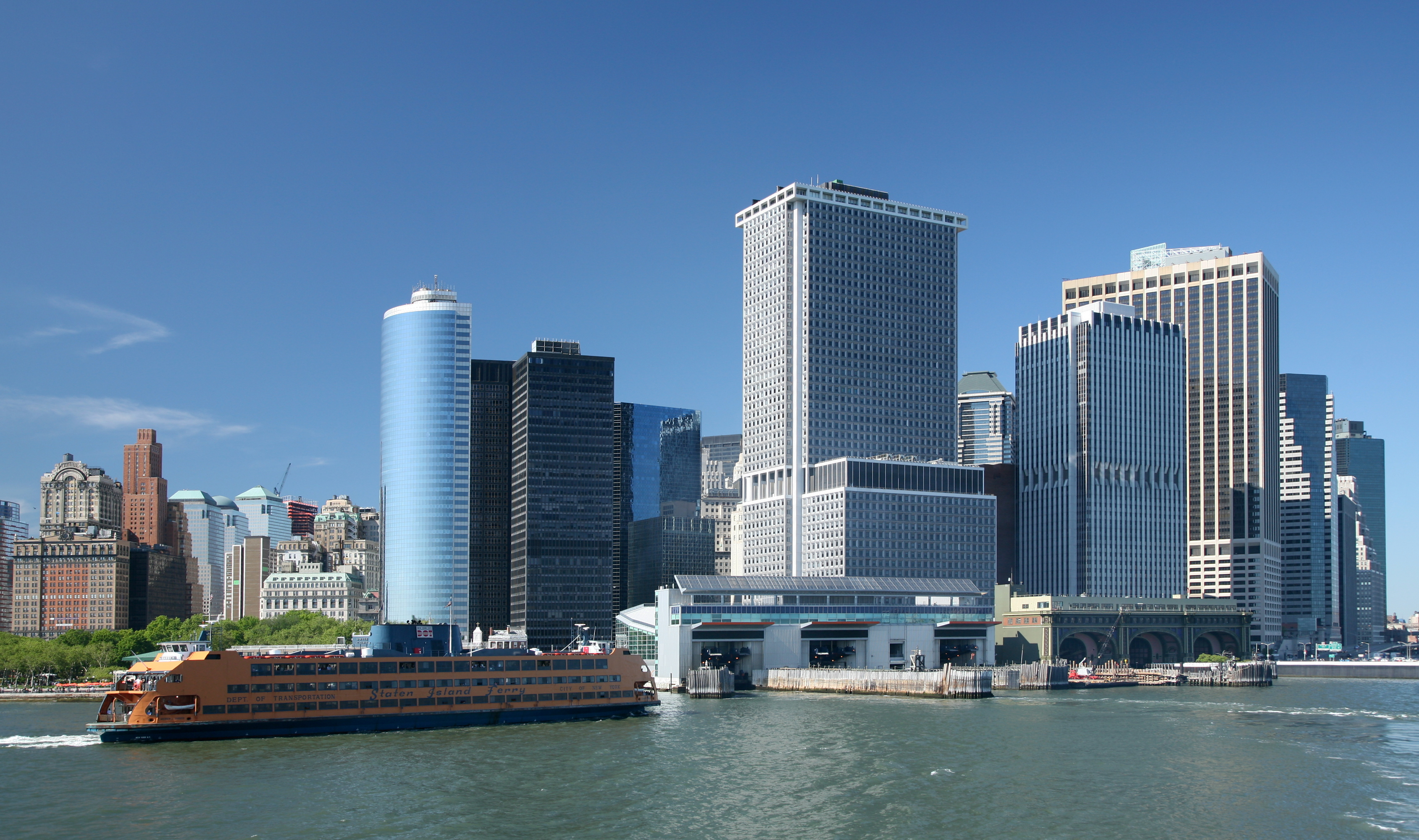
ロウアー・マンハッタンのスタテン・アイランド・フェリー・ホワイトホール・ターミナルビルとスタテン島フェリー

アメリカ国内で最も混雑するフェリーはスタテンアイランドのセント・ジョージ・ターミナルとロウアー・マンハッタンのスタテン・アイランド・フェリー・ホワイトホール・ターミナルを結んでいるスタテン島フェリーである。このフェリーはターミナル間5.2マイル（8.4キロメートル）を25分で結んでおり、年間1,900万人以上が乗船している。このフェリーもニューヨーク市地下鉄やPATHと同じく24時間運航している。1日に8隻の船が合計104回運航し約65,000人を輸送しており、年間33,000回以上運航している。フェリーは1997年以降は無料で乗船することができる。かつては自動車も料金を支払うと積み込めたが2001年9月11日のアメリカ同時多発テロ以降はテロ防止の観点から自動車の乗船は不可能となっている。ただし、自転車に関しては少額の料金を支払うことで積み込むことができる。このフェリーは単純なマンハッタンとスタテンアイランドの移動手段としても使われているが、自由の女神像のあるリバティ島の近くを通過するため観光客の利用も多い。
1980年代から、ハドソン川とイースト川のフェリー就航が復活し、マンハッタンのほとんどの場所、特に42丁目まで定期運航が行われている。桟橋11/ウォール街、東34丁目フェリー乗り場、ウェスト・ミッドタウン・フェリーターミナル、バッテリー・パーク・シティ・フェリーターミナルは主要な乗り場である。フェリーは民間キャリアとの官民パートナーシップにより運営されている。
2015年2月、ニューヨーク市長ビル・デブラシオはフェリー輸送の乏しい地区にフェリーを延長するためにNYCフェリーを運航することを発表した。NYCフェリーの最初の航路は2017年に開業した。航路は全てマンハッタン区内にターミナルをおき、そこからブルックリン区とクイーンズ区まで運航しており、将来的にはブロンクス区まで延長する予定である。
ニューヨーク・ウォーターウェイもフェリーを運航しており、ホーボーケン・ターミナル、ウィホーケン・ポート・インペリアル、エッジ・ウォーター乗り場、パウルス・フックフェリーターミナル、ニュージャージー州ハドソンの西岸沿いのその他のフェリー乗り場の間を運行している。また、ブルックリンとクイーンズではウォール街と東34丁目の間を往復している。そのほか、ライタン埠頭への航路も運行している。
シーストリークはライタン埠頭へのフェリーを運航しており、ニューヨーク・ウォーターウェイの補完を担っている。2012年から2014年にかけてはマンハッタンの東34丁目と桟橋11、クイーンズのロッカウェイ・パークとブルックリン・アーミー・ターミナルに止まるフェリーを平日の午前と午後/夕方に運行していた。この航路は、ハリケーン・サンディによるクイーンズとブルックリンの大規模な地下鉄施設の被害とそれに伴う地下鉄系統の経路変更による混乱を受けて2012年後半に開始され、当初は地下鉄サービスが復旧するまでの一時的な交通手段されていたが、この航路が乗客に好評であったためその後数回運航期間を延長している。乗客や議員、役人は市に対しこの航路の運航を続けるように嘆願したが、最終的に2014年10月をもって運航は終了した。
ニューヨーク水上タクシーはイースト川を横断しレッド・フックへ向かっている。リバティー水上タクシーはバッテリー・パーク・シティ・フェリー・ターミナルとジャージーシティのパウルス・フック乗り場を結んでいる。また、同社はヤンキー・スタジアムやゲートウェイ国立レクリエーション地域のビーチなどへの期間限定のツアーも行っている
このほか、エリス島やリバティ島への定期フェリーや、ガバナーズ島への季節運航のフェリーが就航している。また、サークルライン観光クルーゼズがサークルライン・ダウンタウンとサークルライン42番街という2つの遊覧ルートを運航している。
フェリーのターナミル：
- 東34丁目フェリー乗り場：ニューヨーク・ウォーターウェイ、シーストリーク
- サウス・ストリート・シーポート：ニューヨーク水上タクシー
- セント・ジョージ・ターミナル：スタテン島フェリー
- 桟橋11/ウォール街：ニューヨーク水上タクシー、ニューヨーク・ウォーターウェイ、シーストリーク
- ウェスト・ミッドタウン・フェリーターミナル：ニューヨーク・ウォーターウェイ
- スタテン・アイランド・フェリー・ホワイトホール・ターミナル：スタテン島フェリー
- バッテリー・パーク・シティ・フェリー・ターミナル：ワールドフィナンシャルセンターに近い。ニューヨーク・ウォーターウェイ、ニューヨーク水上タクシー、リバティー水上タクシー
- フルトン・スリップ
- レッドフック

## 道路・高速道路
ニューヨーク市の交通は公共交通機関が主役であると先述したが、街を縦横に貫く道路もニューヨーク市の特徴である。マンハッタンの方格設計計画は都市の物理的な発展に大きく影響を与えている。特にブロードウェイやウォール・ストリート、マディソン・アベニューのような大きな道路は、劇場（ブロードウェイ・シアター）や金融（ウォール街）などの略語や通称として使われたりしている。
マンハッタンには、ハドソン川と並行して走る道路が12あり、川に対し垂直に走る通りが220ある。
歩行者や運転手にとって道路や橋、トンネルが安全であるためにニューヨーク市は交通規制や照明規制を時間に応じて行っている。

### 橋・トンネル

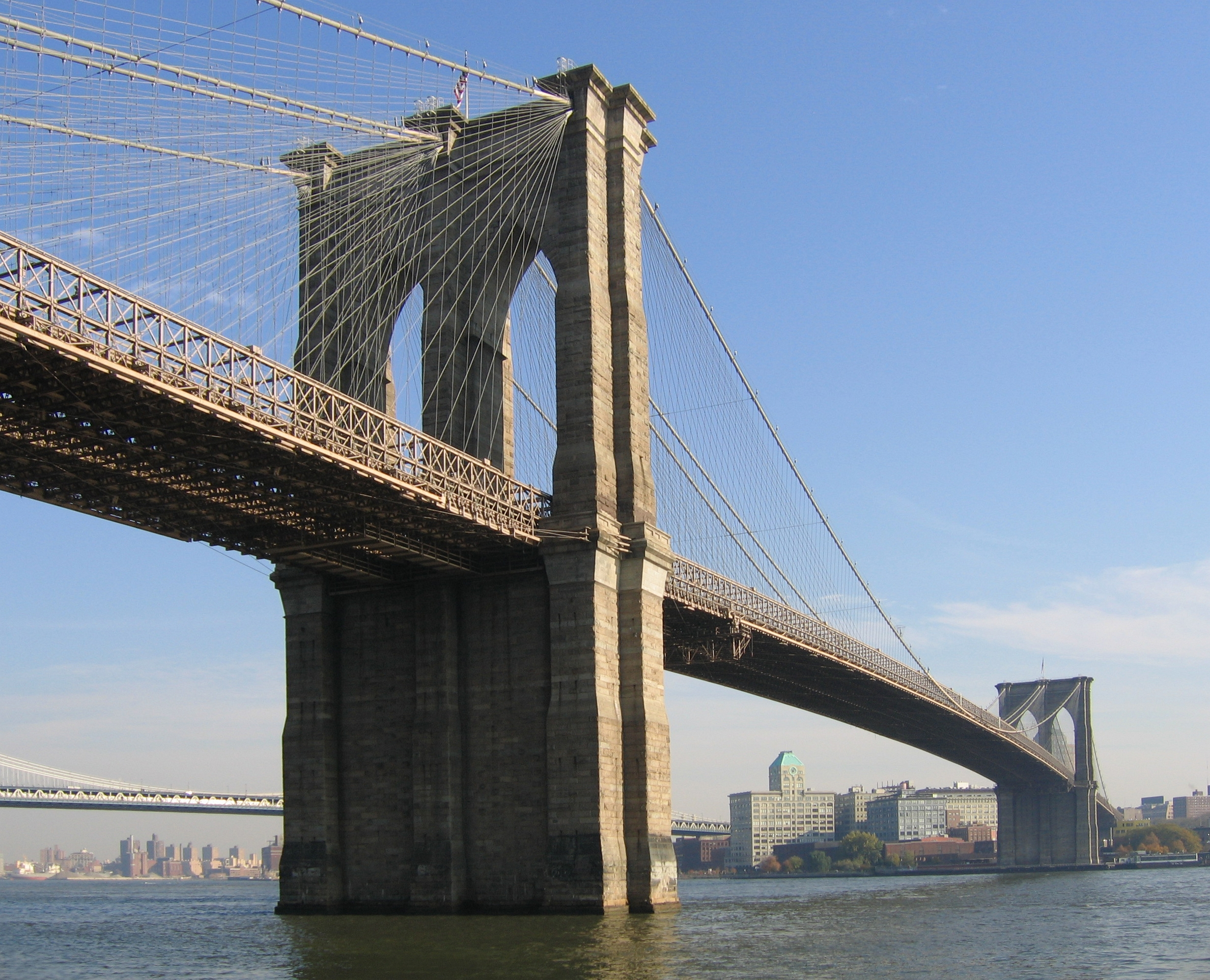
ブルックリン橋

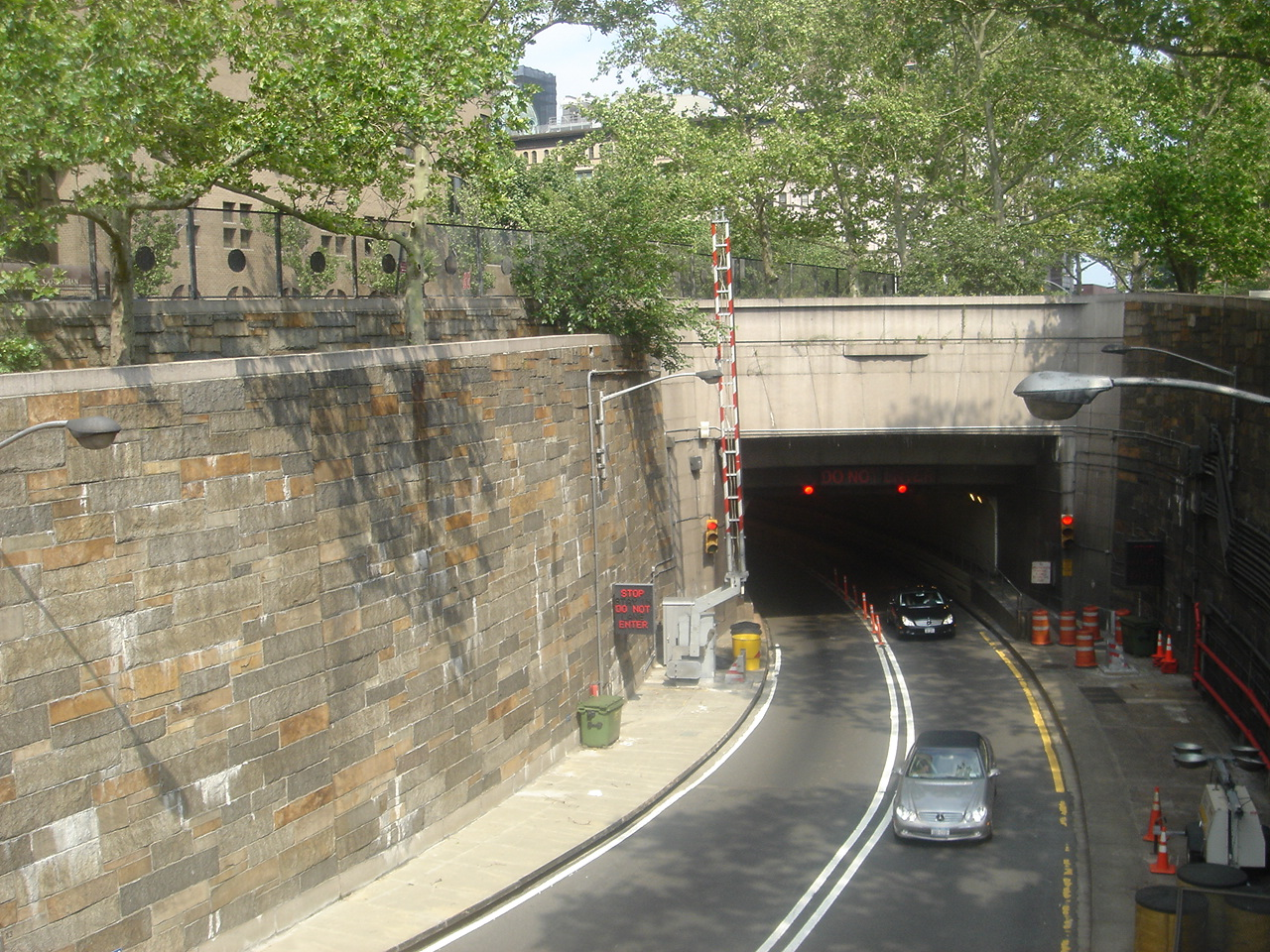
クイーンズ＝ミッドタウン・トンネル、ロングアイランド高速道路の始点となっている。

ブルックリン橋はゴシック・リヴァイヴァル建築で、上部がダブルアーチとなっている石造りの主塔と斜めに張られた鋼鉄のワイヤーにより構成されており、ハート・クレインやジョージア・オキーフのような芸術家の作品にも多く描かれている。ブルックリン橋の主塔間の長さは1,596フィート6インチ（486.61メートル）で、完成時には世界で最も長い吊り橋であった。橋は2層からなっており上層を歩行者や自転車が、下層を自動車が通っている。また、1944年までは高架鉄道が下層に、1950年までは路面電車も上層に通っていた。ブルックリン橋の北に順に架かるマンハッタン橋とウィリアムズバーグ橋はブルックリン橋とあわせてイースト川を渡る有名な橋として知られている。マンハッタンとクイーンズを結ぶエド・コッチ・クイーンズボロ橋はカンチレバー・ブリッジとして造られている。スタテンアイランドからはヴェラザノ＝ナローズ・ブリッジがブルックリンに接続している。ニューヨーク市とニュージャージー州フォードリーを結ぶジョージ・ワシントン橋は世界で最も車両交通量の多い橋となっている。
ニューヨークはトンネル建設に関しては歴史的にパイオニア的存在であり、その象徴と言えるのがニューヨーク市を縦横に通る地下鉄網である。このためニューヨーク市にあるほとんどのトンネルは地下鉄ならびにその他の鉄道会社の物が多いが4つだけ例外がある。マンハッタンとニュージャージー州の間のハドソン川の地下を通るリンカーン・トンネルは1日に120,000台の車両が通過し、世界で最も通過車両数の多い自動車用トンネルである。同じくハドソン川の地下を通過するホランド・トンネルは世界で初めてトンネル内の換気を機械的に行う設備が設置されたトンネルで、米国土木学会は国土建設計画のランドマークと見ている。そのほか、マンハッタンから出ている2つのトンネル、クイーンズ＝ミッドタウン・トンネルとヒュー・L・ ケアリー・トンネルも注目すべき自動車用トンネルとなっている。クイーンズ＝ミッドタウン・トンネルはイースト川の地下を通りマンハッタンとクイーンズを結んでいるロングアイランド高速道路のトンネルで、ヒュー・L・ ケアリー・トンネルは同じくイースト川の地下を通りマンハッタンとブルックリンを結ぶ有料道路である。また、ヒュー・L・ ケアリー・トンネルは全長9,117フィート（2,779メートル）で北半球最長の自動車用水底トンネルとなっている。

### 高速道路

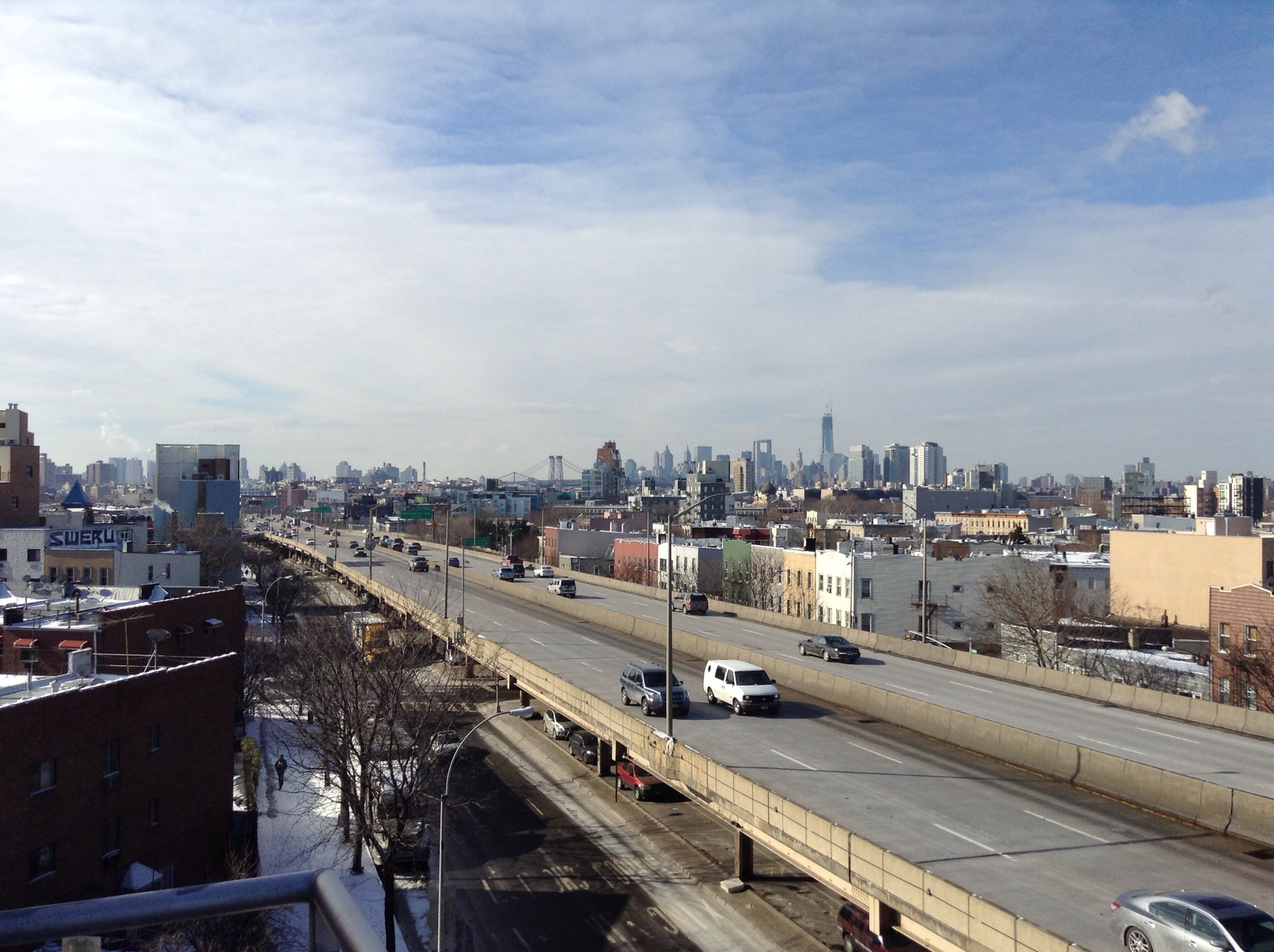
ブルックリン-クイーンズ高速道路

鉄道やフェリーでの通勤の代替ルートとしてはロバート・モーゼスが構想したニューヨーク近郊の高速道路網が挙げられる。州間高速道路は広範囲に広がっており、特に州間高速78号 (en) 、州間高速80号、州間高速87号 (en) 、州間高速95号 (en) の4路線は主要州間高速道路となっている。州間高速278号 (en) と州間高速287号 (en) は部分的な環状道路として機能しており、278号はスタテンアイランド - ブルックリン - クイーンズ - ブロンクスを、287号はウェストチェスター郡 - ロックランド郡 - 
ニュージャージー北部を結んでいる。州間高速495号はクイーンズ-ミッドタウン高速道路としてクイーンズ・ミッドタウン・トンネルから始まり、クイーンズ・ブールバードとナッソー郡の境界付近でホラティウス・ハーディング高速道路と名を変え、最後にロングアイランド郊外に入るとロングアイランド高速道路と名を変える。
ニューヨークのパークウェイはトラックやバスなどの商用車両は通行を禁止し一般車両のみの通行を認めているが、それでもしばしば渋滞が起きている。フランクリン・D・ルーズベルト・イースト・リバー・ドライブとハーレム・リバー・ドライブはマンハッタンの東端を沿うように走るルートで、ヘンリー・ハドソン・パークウェイとブロンズ・リバー・パークウェイ、ハッチンソン・リバー・パークウェイはブロンクスからウェストチェスター郡とそのパークウェイを結ぶルートである。また、グランド・セントラル・パークウェイとベルト・パークウェイは、ロングアイランドのパークウェイと同様の機能を有している。

### 自家用車

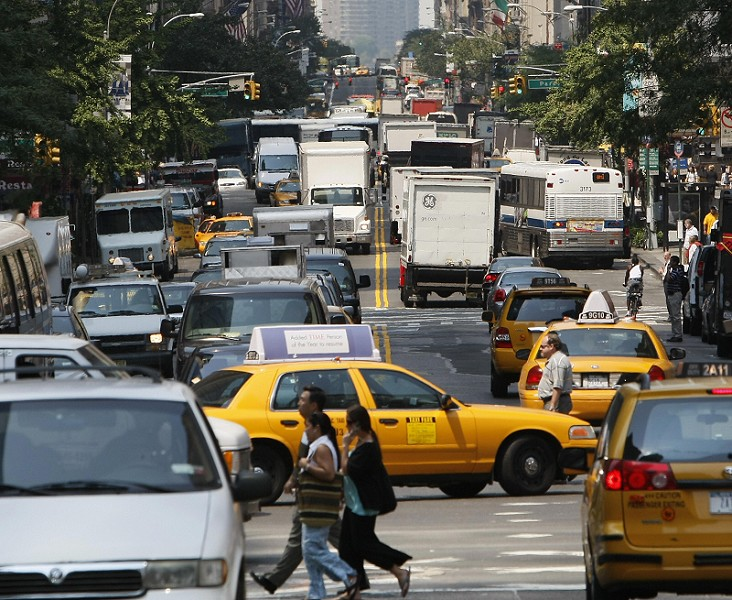
ラッシュアワーのマンハッタン

ニューヨーク市内の道路信号は、ロングアイランドシティの交通局がコントロールしており、頻繁に調整が行われ街の慢性的な渋滞を緩和している。
ニューヨーカーのうち、自動車を保有しているのは約48％であるが、通勤に自動車を用いているのは30％以下である。保有率よりも通勤利用率の方が大幅に少ないのは交通渋滞が慢性化しているためである。マンハッタンのガソリンスタンドの数は40であり、その周辺に渋滞を引き起こしている。
ニューヨーク市の電気自動車保有率は従来のガソリン自動車の所有率に比べて低いものの、2011年から2014年の間にニューヨーク市とウェストチェスターの住民に登録された電気自動車の数は約30,000台を超えた。ニューヨーク市には200以上の電気自動車充電スタンドがある。ほとんどの充電ステーションは220Vの「レベル2充電器」だが、個人の家庭や職場には110Vの「レベル1充電器」もある。また、いくつかの場所では480Vの「DC高速充電器」かある。

#### 渋滞料金
渋滞料金の設定はマイケル・ブルームバーグ市長が2007年に提案したもので、午前6時から午後6時までの間にミッドタウンに進入する一般車両から料金を徴収する"PlaNYC 2030: A Greener, Greater New York"と呼ばれるものであった。これにより慢性的な渋滞の緩和と環境対策が進むと思われたが議会による投票は行われずそのまま立ち消えとなってしまった。

### タクシー

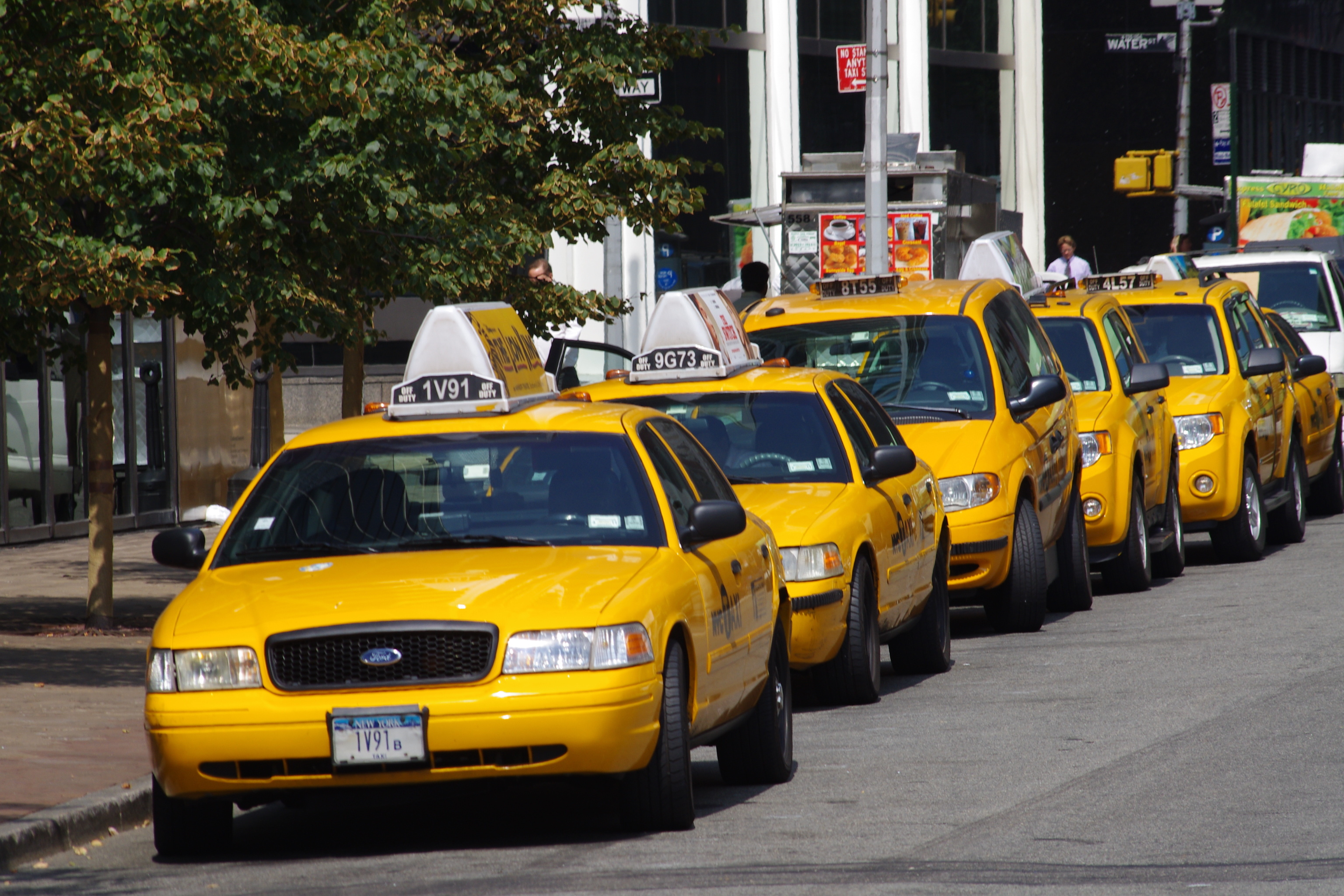
ロウアー・マンハッタンを走るイエローキャブ

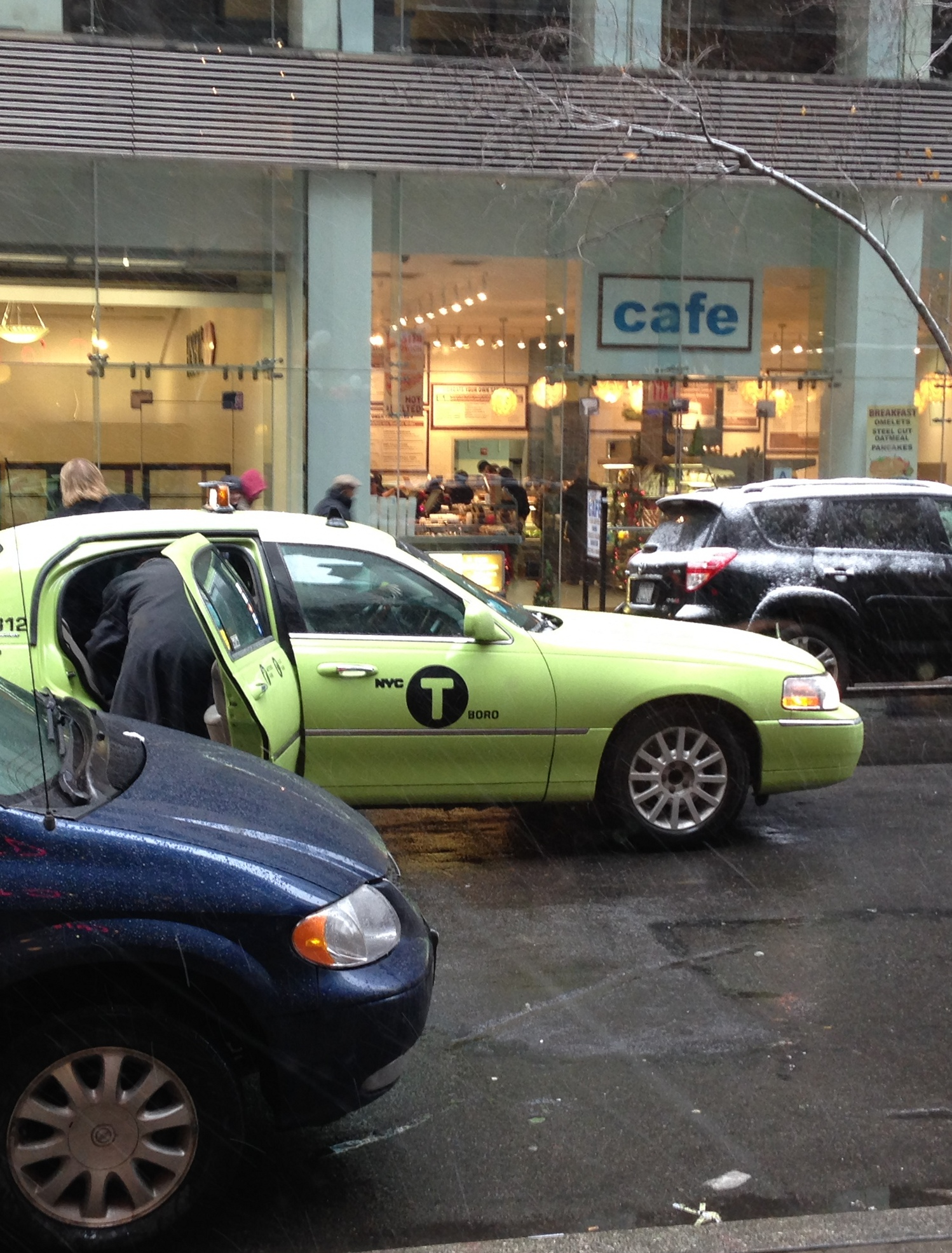
ボロ・タクシーはマンハッタンミッドタウンの"イエローゾーン" (yellow zone) で乗客を降ろす。イエローゾーンで次の乗客を乗車させることはできない。

ニューヨークでは13,237台のタクシーが運行されている。このタクシーの特徴的な黄色の塗装は、ニューヨークの目玉になっている。
タクシーは民間企業によって運営され、ニューヨーク市タクシー・リムジン委員会の認可を受けている。ニューヨークを多く走る黄色のタクシーである「メダリオンタクシー」は、ニューヨーク市内のどこでも乗客を乗降させることができる。2013年には、「ボロタクシー」と呼ばれる新しいタクシーが運行開始され、こちらは黄色ではなくアップルグリーン色で塗装され、マンハッタンの北部とその外側の区域でのみ乗客を拾うことが許可されている。
運賃は3.00アメリカドルから始まり、移動距離と渋滞で費やされた時間に基づいて増加していく。このほか、乗客は乗車中に発生した有料道路の通行料金なども支払う必要がある。2000年の平均タクシー料金は6.00ドルで、同年に支払われた運賃の合計は10億ドルを超えた。
1999年以来、ニューヨーク市のタクシーは年間241万人の乗客を輸送している。2000年の米国国勢調査によると、ニューヨークの42,000人のタクシー運転手のうち、82％はアメリカ国外生まれであり、そのうちカリブ海出身（ドミニカ共和国とハイチ）が23％、南アジア出身（インド、パキスタン、バングラデシュ）が20%であった。2014年にはタクシー運転手の23.1％がバングラデシュ出身、13.2％がパキスタン出身、9.3％がインド出身、6.5％がハイチ出身、5.9％がアメリカ出身、4.4％がエジプト出身であった。
2005年、ニューヨークは、現在のイエローキャブを電気式ハイブリッド車に置き換えるインセンティブを導入し、2007年5月にニューヨーク市長のマイケル・ブルームバーグがニューヨーク市のタクシーをより燃費の良いハイブリッド車に切り替える5年計画を提案した。そして2010年に日産がNV200ミニバンモデルに基づくデザインをニューヨークに提供する契約を獲得した。

### 自転車タクシー・歩行者・自転車

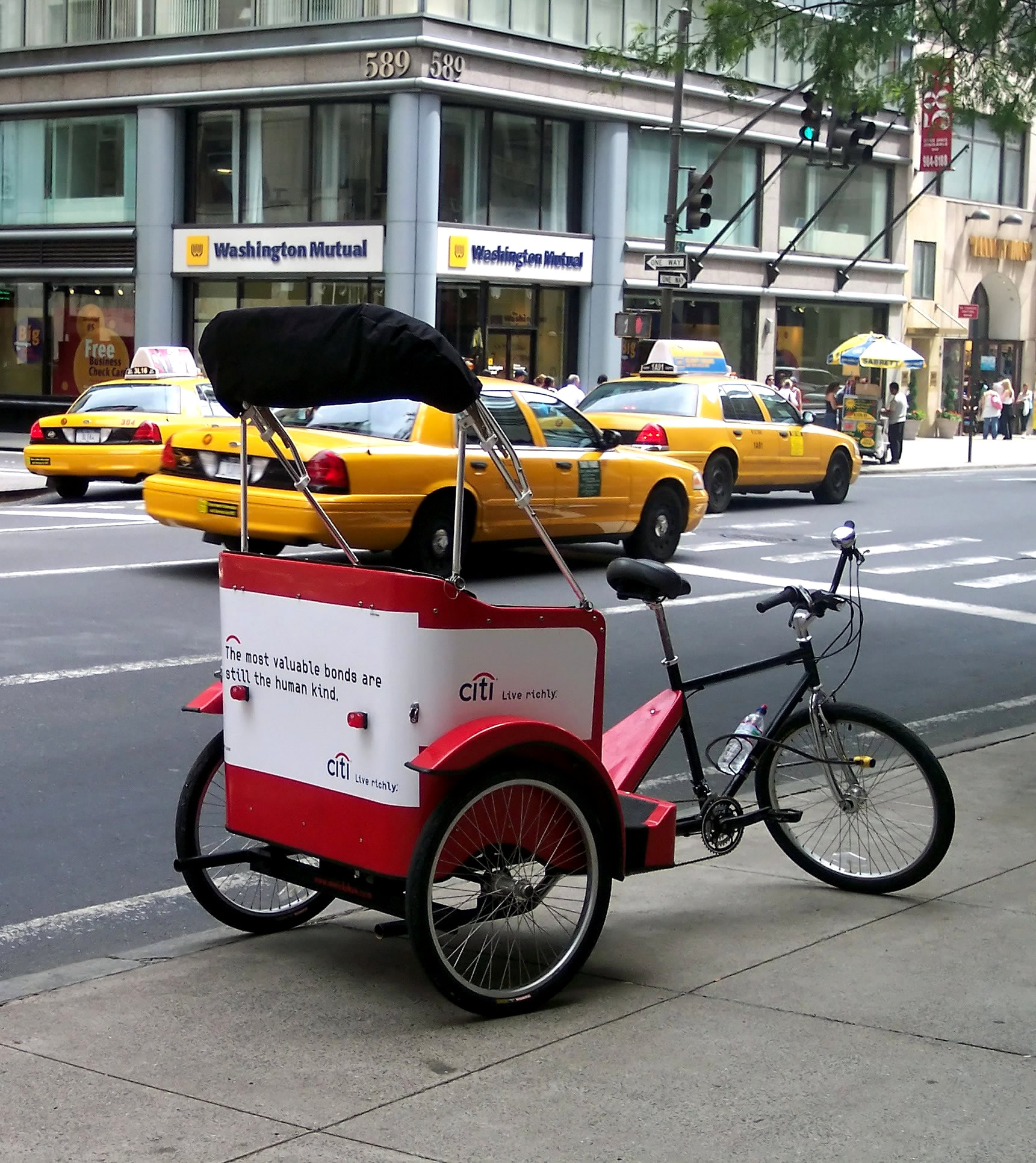
マンハッタンの三輪自転車タクシー

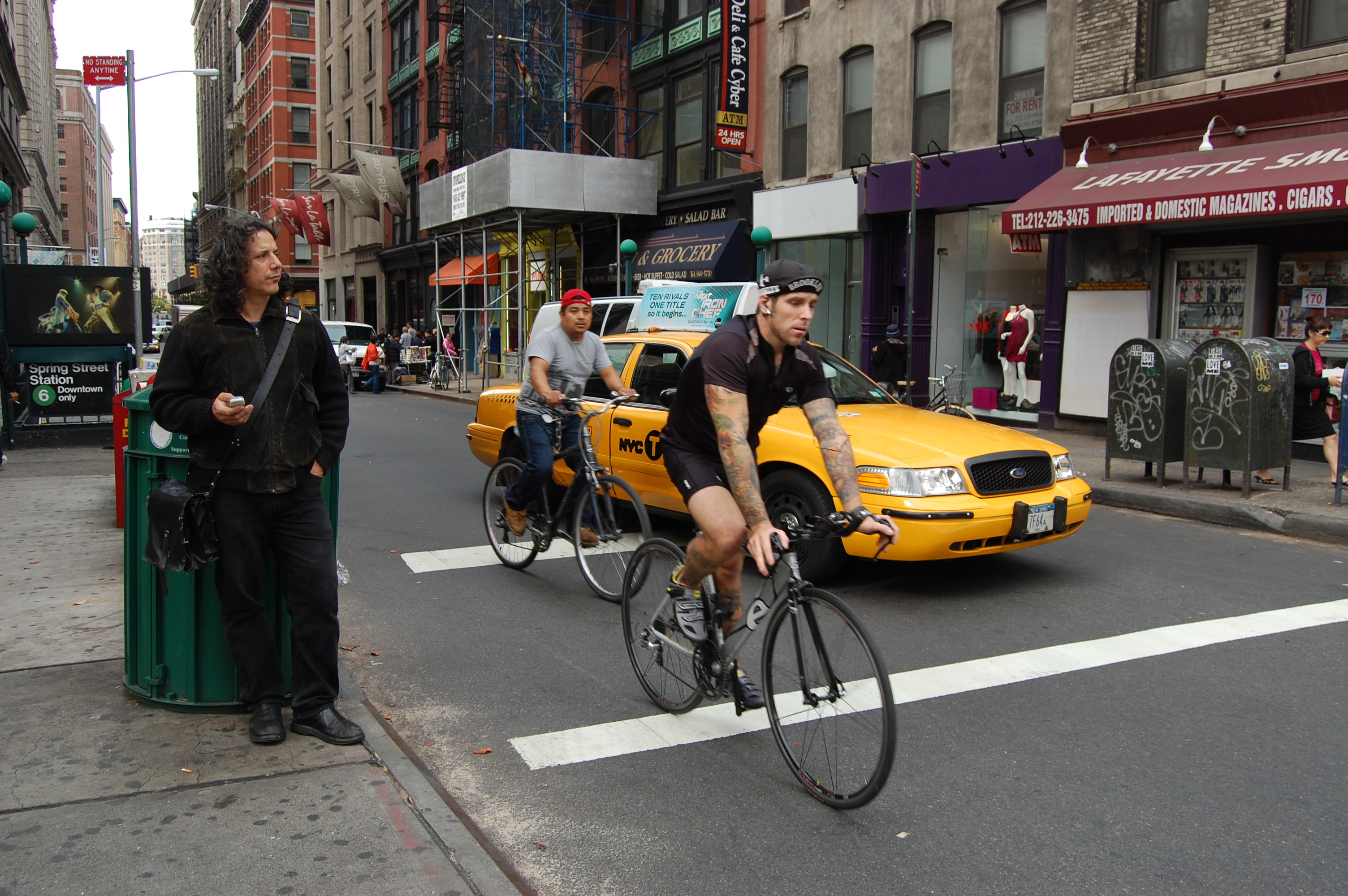
街中を走るバイカー

ニューヨーク市のサイクリングは、急速に成長している移動手段である。2009年には1日に20万人の市民が自転車に乗ると推定され、約655,000回の移動が毎日行われている。
ニューヨークでは、米国で最大のレクリエーション・サイクリング・イベントであるファイブ・ボロ・バイク・ツアー (Five Boro Bike Tour) が開催されている。これはマンハッタンからスタートしブロンクス、クイーンズ、ブルックリンを経由しスタテンアイランドまでの42マイル（68キロメートル）を自転車で移動するもので、アップダウンが少なく気軽に参加できることから毎年約3万人のサイクリストが参加している。
毎年500人以上の人が自転車タクシーの運転手として働いており、2005年には100万人の乗客を輸送している。市議会は2007年に2度の投票を行い、自転車タクシーの所有者および運転手にライセンスを与え、325の自転車タクシーの運行を許可した。しかし、この運行許可はニューヨーク市自転車タクシー所有者協会が訴訟を起こしたため効力を発揮しなかった。最終的に943の自転車タクシー事業者の運行許可が、2007年の法律の欠点に対処した2番目の法律が可決された後、2009年11月に発行された。今日、自転車タクシーは、午後のラッシュ時に中央のビジネス地区内のエコな輸送と渋滞を避ける素早い移動のためにミッドタウンでの需要を満たしている。
徒歩と自転車での移動は、市内の移動のための全移動手段のうち21％を占めている。2000年には、ニューヨークがアメリカ国内の大都市で徒歩での通勤者が最も多い都市となり、全ての通勤者に占める割合は5.6％ (517,290人) であった。比較すると、歩行通勤者が2番目に多い都市であるボストンでは全ての通勤者のうち4.1%、119,294人が徒歩で通勤している。
シティバンク、エヌ・エイは、2013年の夏に市の自転車シェアプロジェクトで貸し出すことになるシティバイク6,000台の導入を支援した。クイニピアック大学が実施した調査によると、ニューヨーク市民の過半数がこのプロジェクトを支持していた。

### ドル・バン

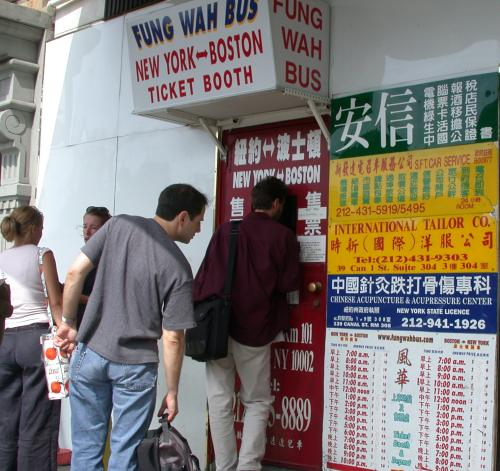
チャイナタウンのバス会社、ホン・ワー・バスのチケット窓口に並ぶ乗客

ニューヨーク市には「ドル・バン」や「ジットニー」など、さまざまな形態の準公式かつ非公式の公共交通機関がある。ドル・バンはブルックリン、クイーンズ、ブロンクスの地下鉄のサービスが不足している主要エリアに路線を延ばしている。2006年にニューヨーク市議会は、香港の公共バスと同様に全てのドル・バンを特定の色で塗装して認識しやすくするなど、より大きな業界規制に関する議論を始めた。バンはタクシーのように路線沿いであればどこでも乗降ができ、降車の際に支払いを行う。
ジットニーは、ニュージャージーのハドソン郡とバーゲン郡の一部に頻繁にバスを運行している。特に注目すべきは、ニュージャージールート4に沿って、ジョージ・ワシントン・ブリッジ・バスターミナルとニュージャージー州パターソンの間をスパニッシュ交通局が頻繁に運行している州間急行サービスである。
競争の激しいチャイナタウンのバス路線は、ボストンやフィラデルフィア、ワシントンD.C.などの主要都市へ頻繁にバスを運行している。これらの企業はドル・バンなどと異なり一般的なフルサイズのバス車両を使用しており、グレイハウンドやコーチUSAのような大手バス会社よりもはるかに低い運賃で運行している。例えばボルトバスやネオン、メガバスなどは最低運賃が1ドルとなっている。

## ロープウェイ

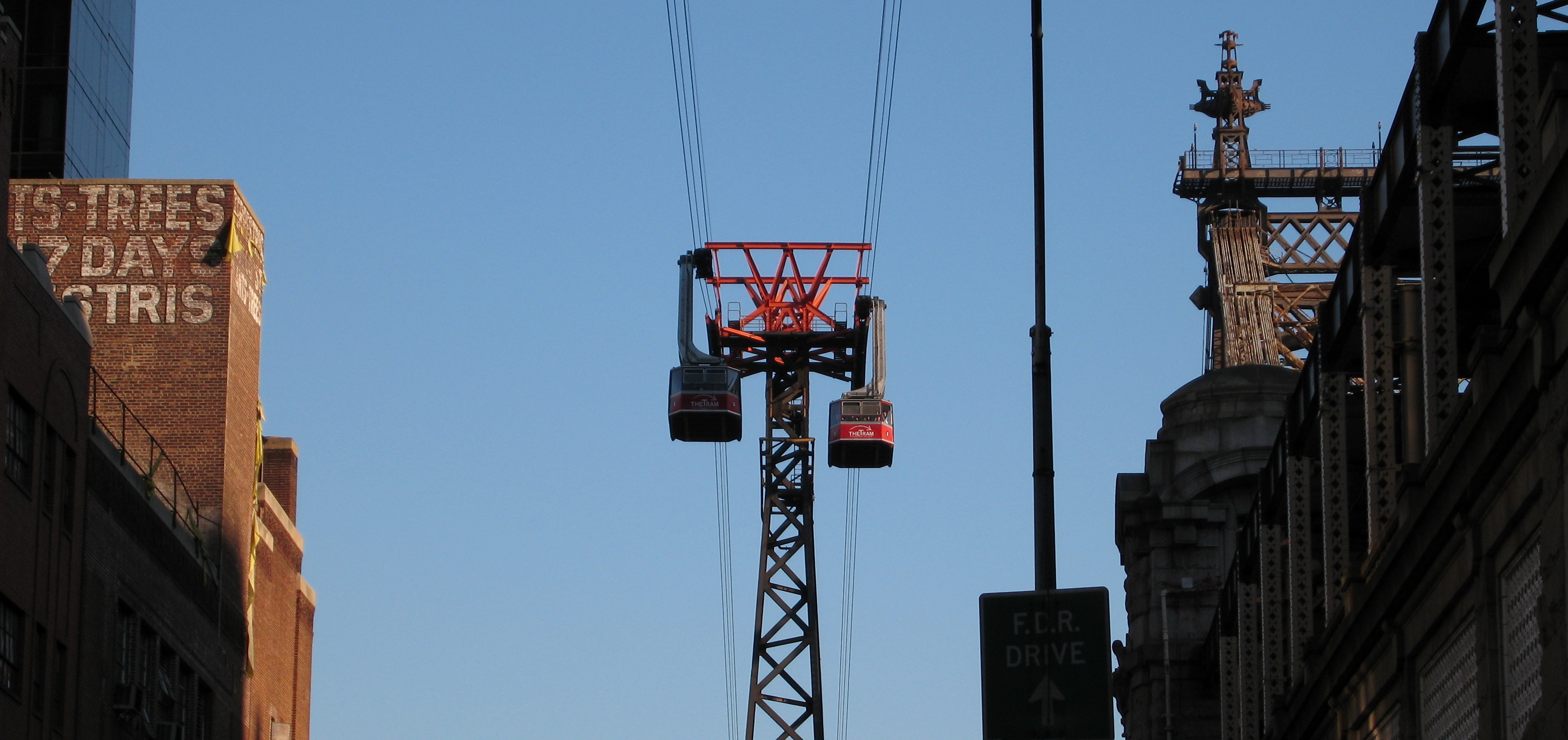
イースト川を渡るルーズベルト・アイランド・トラムウェイ

ルーズベルト・アイランド・トラムウェイは1976年に開業したルーズベルト島とアッパー・イースト・サイドを結ぶ索道（ロープウェイ）である。元々はニューヨーク市地下鉄がルーズベルト島へ延伸されるまでの仮の路線として運行されていたが、1989年に地下鉄がルーズベルト島まで延伸された時にはロープウェイの乗客が大幅に増えており、地下鉄に流れた乗客も居たがロープウェイを引き続き利用する乗客も多かったため廃止されることなく現在も運行されている。
ロープウェイは、ルーズベルト島運営公社（RIOC）によって運営されている。各ゴンドラの定員は125人で、ルーズベルト島からマンハッタンまでの移動時間は5分、運賃は地下鉄と同じである。

## 空港

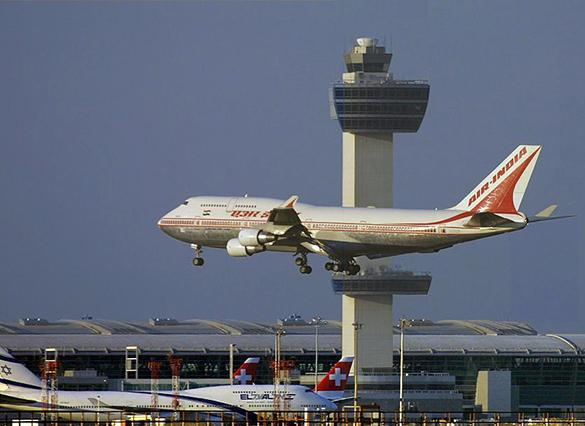
エア・インディアのボーイング747-400がジョン・F・ケネディ国際空港に着陸する。背後に見える第4ターミナルにはエル・アル航空とスイス インターナショナル エアラインズの航空機が駐機してある。ジョン・F・ケネディ国際空港はアメリカ国内で空路からの最大の到着地となっている。

ニューヨーク市はアメリカ国内において航空便の玄関口として最大の都市であり、最も空路が混雑している都市である。2011年には、1億400万人以上の乗客がジョン・F・ケネディ国際空港（略称としてJFKとも呼ばれる）やニューアーク・リバティー国際空港、ラガーディア空港といった市内の空港を利用している。また、テターボロ空港は大型旅客機の離着陸に適さないことから個人所有の小型航空機の離着陸に使われている。JFKとニューアークの両空港は空港から市内の各鉄道機関への乗換駅まで空港連絡鉄道が運行されている。
JFKとニューアークの両空港は長距離国内線と国際線が発着している。2004年にアメリカ国外へ行った全てのアメリカ人旅行者の約4分の1がこの両空港から出発している。ラガーディア空港は国内線および短距離の国際線（主にカナダの各都市）が発着している。
JFK国際空港はアメリカ国内において国際輸送の拠点となっており、乗客の他に貨物の取扱量も国内最大となっている。50ヶ国以上の約100社の航空会社がJFK国際空港への直行便を運航している。特にJFK国際空港 - ロンドン・ヒースロー空港を結ぶ路線は主要な路線となっている。空港は、マンハッタンのダウンタウンから東へ約12マイル（19キロメートル）の、クイーンズ、ハワードビーチに近いジャマイカ湾沿いに位置している。
ニューアーク・リバティー国際空港はニューヨーク市街地に最も近い空港で、アメリカへの国際的な玄関口としては5番目に混雑している。2003年、コンチネンタル航空がニューアーク国際空港と香港を結ぶ空路を開設、当時世界で最長のノンストップ定期航空路のターミナルとなった。その後2004年にシンガポール航空がニューアーク国際空港からシンガポールへ直行する18時間のフライトを開始し、コンチネンタル航空の記録を破った。空港はニューヨーク州ではなくハドソン川を挟んだ向かい側のニュージャージー州ニューアークに位置し、マンハッタンのダウンタウンからは西に約12マイル（19キロメートル）の場所となる。
ニューヨークの主要空港の中でも最小のラガーディア空港は主に国内線とカナダの各都市への国際線が発着している。名前の由来となったフィオレロ・ヘンリー・ラガーディアは1934年から1945年まで3期に渡りニューヨーク市長を務めた人物である。なお、この空港は騒音・環境問題から、1,500マイル（2,400キロメートル）を超えるフライトを行う航空機およびボーイング777やボーイング787、エアバスA350のようなワイドボディ機の発着は認可されておらず、1,500マイル以下の短距離かつボーイング757のようなナローボディ機である便のみ発着が可能となっている。このため大半の国内線・国際線はJFKとニューアークの両空港を発着地としている。空港は、マンハッタンのダウンタウンから約6マイル（9.7キロメートル）北のクイーンズに位置している。
また、マンハッタンにはダウンタウン・マンハッタン・ヘリポート、東34丁目ヘリポート、西30丁目ヘリポートの3箇所の公共ヘリポートがあり、主にビジネス旅行者が使用している。基本的にヘリポートからはチャーター便の運航が行われているが、ダウンタウン・マンハッタン・ヘリポートからはJFK国際空港へのフライトが定期的に運航されている。

## 港

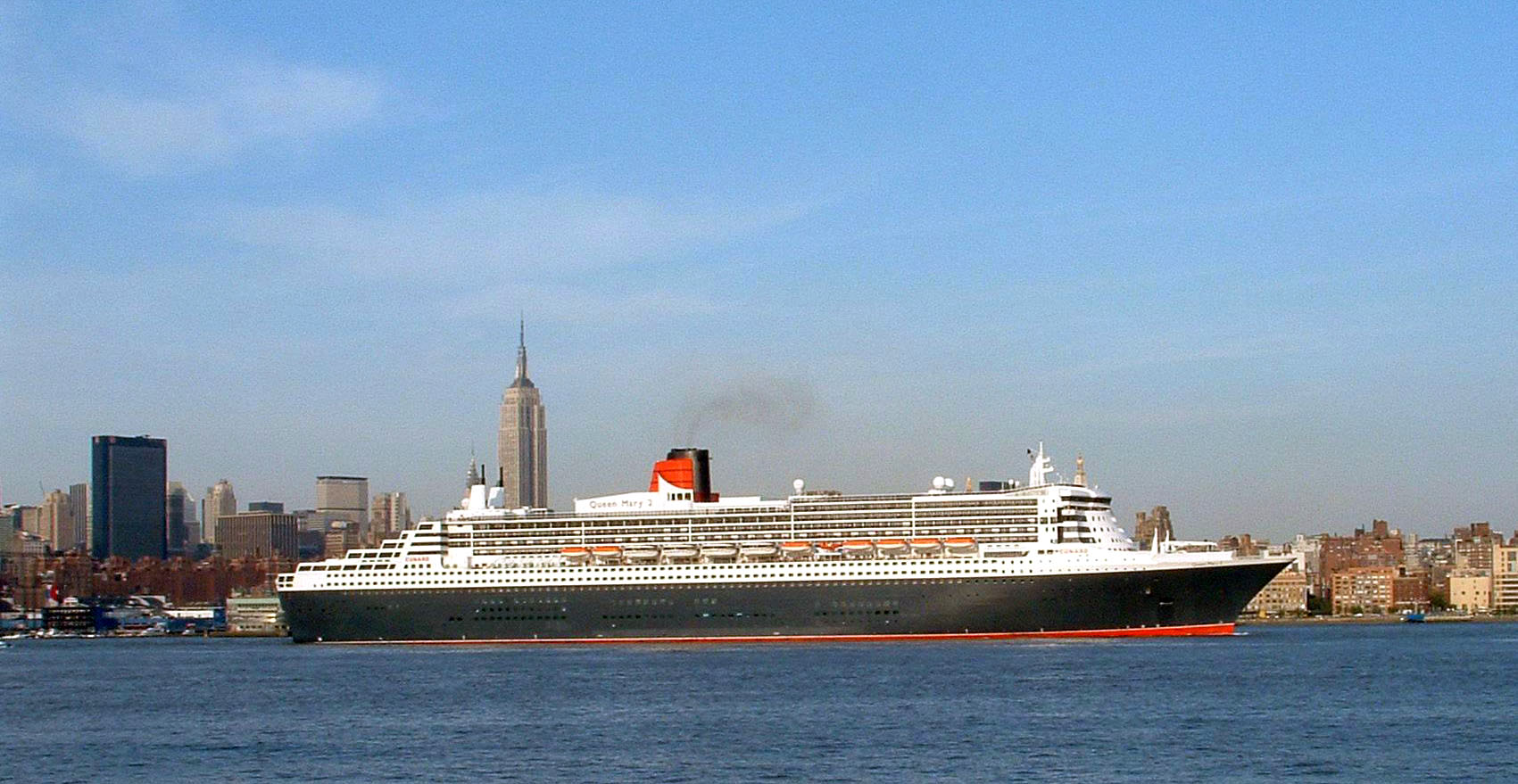
世界で2番目に大きい客船（建造当時は世界最大）でオーシャン・ライナーのクイーン・メリー2が大西洋横断の航海へ向けてニューヨークから出港する。

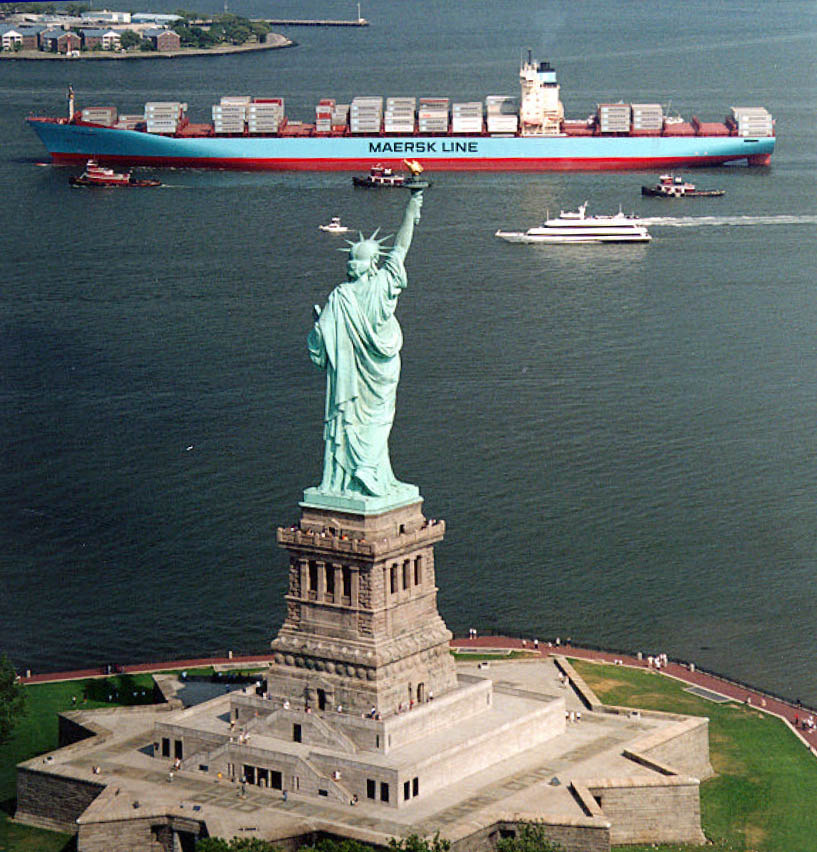
ポスト・パナマックスコンテナ船がアンカレッジ水路の北端を通過する。

水深の深い水路と大西洋から直接入港可能という自然の利点を持つニューヨークとニュージャージーの港は、歴史的に米国で最も重要な港の1つであり、現在ではアメリカ南部でルイジアナとテキサス州ヒューストンに次いで3番目に混雑した港となっている。2011年には、3400万トン以上の海上一般貨物を取り扱っており、ばら積み貨物は毎年5200万トン取り扱っている。また、自動車などの車両は1年に約367,000台が輸入され、284,000台が輸出されている 。2005年には5,300隻以上の船舶が入出港している。港は急速に成長しており、2011年に貨物出荷量は前年比で5.2％増加している。スタテンアイランドのハウランド・フック海上ターミナルやレッド・フック・コンテナターミナル、ブルックリン海上ターミナルなど、ニューヨーク市側に3つの貨物ターミナルが、更にいくつかの大きな貨物ターミナルと旅客ターミナルがニュージャージー側にある。
もともと貨物船はブルックリンのウォーターフロント、特にサンセットパークのブルックリン陸軍ターミナルに拠点を置いていたが、現在はほとんどのコンテナ貨物船はニューアーク湾のポート・ニューアーク-エリザベス海上ターミナルに拠点を移している。ニューヨーク・ニュージャージー港湾公社によって運営されているターミナルはアメリカ東海岸最大の港湾施設で、北大西洋コンテナ市場の61％を占める430万TEU（20フィート換算）のコンテナ貨物を取り扱っている。2011年にニューヨークとニュージャージーの港が取り扱った貨物は2,080億ドル。港を拠点とする上位5ヶ国は中国、インド、イタリア、ドイツ、ブラジルとなっている。
ニューヨーク港は旅客船の主要な拠点でもある。マンハッタンのニューヨーク旅客船ターミナルからは毎年50万人以上が出国し、世界のクルーズ産業のうちの5％を占め、21,000人の市民を雇用している。世界で2番目に大きな旅客船であり、現在も使用されている数少ない伝統的なオーシャン・ライナーの1隻であるクイーン・メリー2は、アメリカで最長の吊り橋であるヴェラザノ＝ナローズ・ブリッジの下を通過できるように設計されている。ブルックリン・クルーズターミナルにはサウサンプトン、イングランドからの大西洋横断船が発着している。 また、イタリアのバイヨンヌに位置するケープ・リバティー・クルーズ港はブルックリン・クルーズターミナルに旅客船を運航している3つ目のターミナルである。
ニューヨーク港の水質は20世紀後半に劇的に改善された。ニューヨークの人々はカヤックや帆船で水路を航行するのを楽しむことができる。このため、この港は市内の主要な娯楽施設ともなっている。

## 参照項目
- ロバート・モーゼス